# Marxistische Wirtschaftstheorie
Die marxistische Wirtschaftstheorie – die politische Ökonomie auf der Grundlage von Das Kapital von Marx – bildet sowohl ihrem Umfang als auch ihrem Inhalt nach den Hauptteil der marxistischen Gesellschaftstheorie, deren philosophische Grundlage der Dialektische und Historische Materialismus ist. Sie untersucht die ökonomische Funktionsweise der Gesellschaft gemäß der Ansicht von der historischen Begrenztheit einer jeden Gesellschaftsformation. Diese werden seiner Meinung nach wesentlich durch die Entwicklung der Produktivkräfte vorangetrieben und durch spezifische Produktionsverhältnisse gekennzeichnet. Eine wesentliche Grundhypothese ist dabei die Entwicklung der Menschheit von der Urgesellschaft über die Sklavenhaltergesellschaft, den Feudalismus und Kapitalismus bis zum Sozialismus. Speziell setzt sich Marx mit den theoretischen Ansätzen der klassischen Nationalökonomie auseinander, insbesondere mit Adam Smith und David Ricardo. Von diesen unterscheidet er die „Vulgärökonomie“, die er im Gegensatz dazu wegen deren oberflächlichen Anschauungen vom Wirtschaften und der Apologetik der bestehenden Verhältnisse grundsätzlich ablehnt. Die marxistische Wirtschaftstheorie selbst weist, wie jede groß-angelegte ökonomische Theorie, noch viele ungeklärte Fragen und umstrittene Punkte auf.

## „Kritik der politischen Ökonomie“

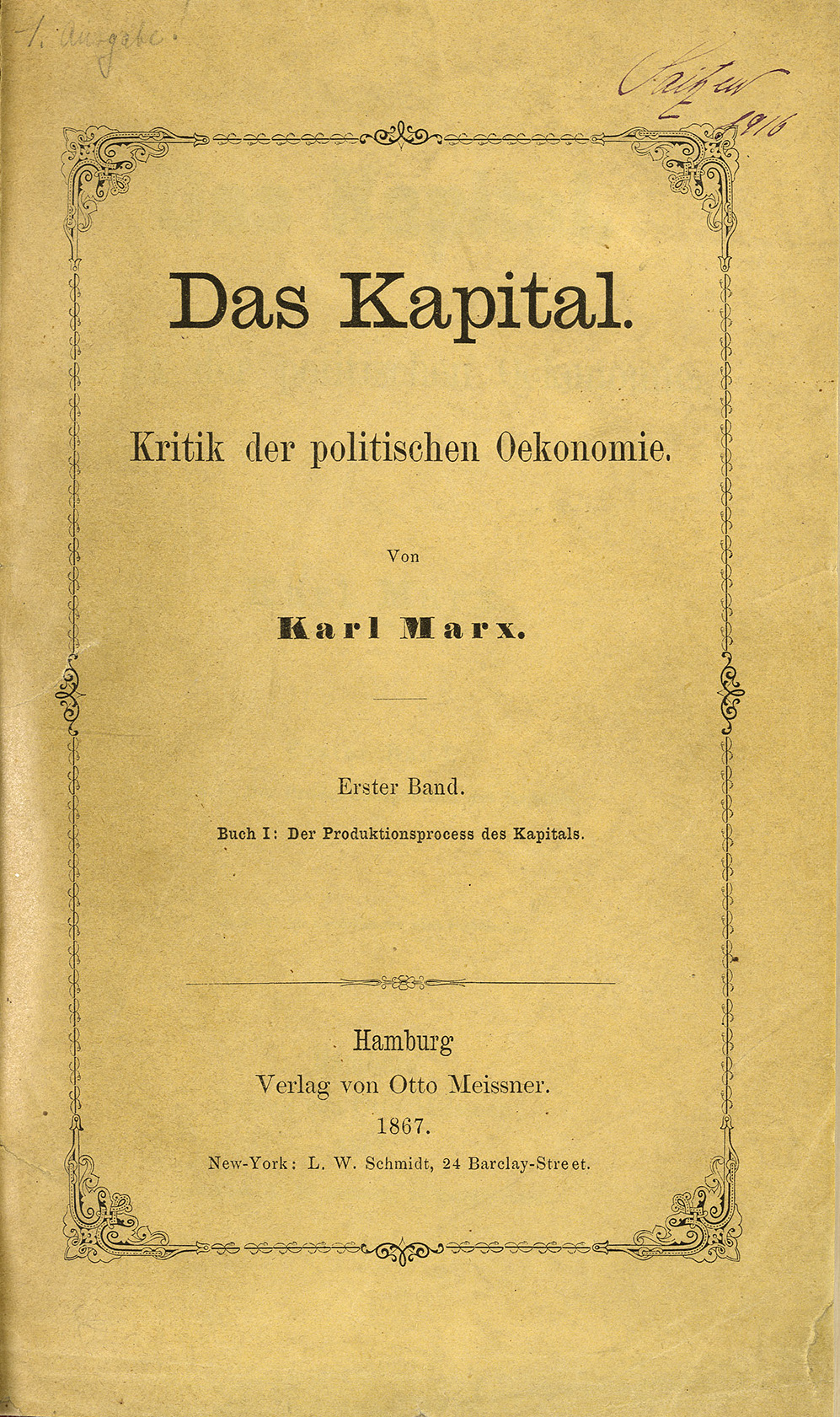
Der erste Band der Trilogie Das Kapital

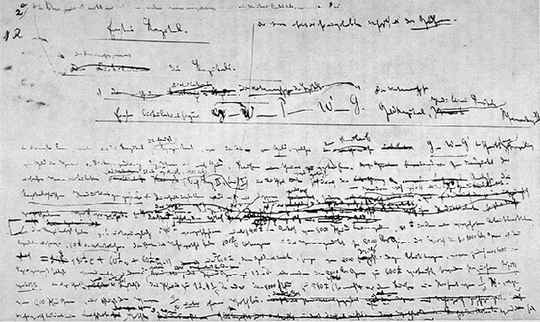
Manuskriptseite des Kapitals

### Ziel, Methode und Konzept desKapital
Schon mit dem Titel „Das Kapital“ bringt Karl Marx deutlich zum Ausdruck, was seit der Quesnayschen Revolution in der ökonomischen Theorie deren zentrale Kategorie darstellt: das Kapital. Marx integriert in seine theoriegeleitete Darstellung zwar auch die geschichtliche Dimension, so etwa die „ursprüngliche Akkumulation“ oder das Arbeitsrecht in England im 19. Jahrhundert und die Problemgeschichte der ökonomischen Theorien. Daraus kann aber nicht geschlossen werden, das Kapital sei „wesentlich ein historisches Werk“. Denn Marx sieht dessen Schwerpunkt in der Analyse und theoretischen Darstellung der Bewegungsgesetze der kapitalistischen Wirtschaft:

„Was ich in diesem Werk zu erforschen habe, ist die kapitalistische Produktionsweise und die ihr entsprechenden Produktions- und Verkehrsverhältnisse. (…) An und für sich handelt es sich nicht um den höheren oder niederen Entwicklungsgrad der gesellschaftlichen Antagonismen“ [= Gegensätze], „welche aus den Naturgesetzen der kapitalistischen Produktion entspringen. Es handelt sich um diese <Natur-> Gesetze selbst.“

Daher sagt er auch im Band I des Kapital:

„… es ist der letzte Endzweck dieses Werkes, das ökonomische Bewegungsgesetz der modernen Gesellschaft zu enthüllen.“

Dabei ging es ihm um einen

„… wissenschaftlichen Versuch zur Revolutionierung einer Wissenschaft.“

Seine grundsätzliche Methode bezeichnete er in der Einleitung zur Kritik der politischen Ökonomie als von den einzelnen Bestimmungen der Ökonomie (wie Ware, Tauschwert usw.) zu den komplexen Zusammenhängen aufsteigend:

„Die Ökonomen des 17. Jahrhunderts z. B. fangen immer mit dem lebendigen Ganzen, der Bevölkerung, der Nation, Staat, mehreren Staaten etc. an; sie enden aber immer damit, daß sie durch Analyse einige bestimmende abstrakte, allgemeine Beziehungen, wie Teilung der Arbeit, Geld, Wert etc. herausfinden. Sobald diese einzelnen Momente mehr oder weniger festgestellt und abstrahiert waren, begannen die ökonomischen Systeme, die von den einfachen <Momenten>, wie Arbeit, Teilung der Arbeit, Bedürfnis, Tauschwert, aufsteigen bis zum Staat, Austausch der Nationen und Weltmarkt. Das letztere ist offenbar die wissenschaftlich richtige Methode.“

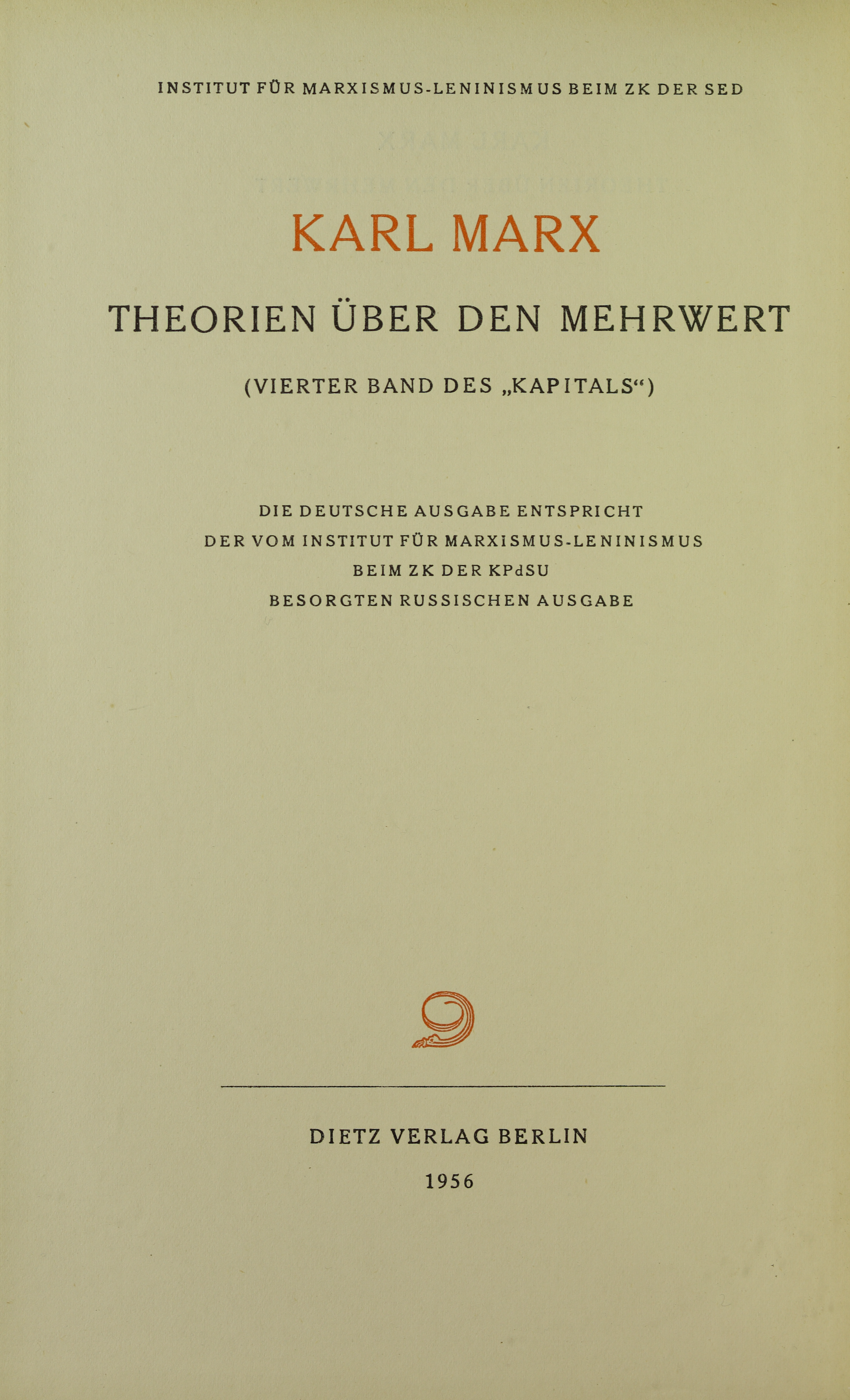
Theorien über den Mehrwert, 1956

Diese Konzeption der Darstellung lag auch dem ursprünglichen Plan für sein ökonomisches Werk zugrunde, das mit der „Kritik der politischen Ökonomie“ beginnen und in sechs Teilen die Themen „Kapital, Grundeigentum, Lohnarbeit, Staat, auswärtiger Handel, Weltmarkt“ umfassen sollte, wobei er den ersten Band des Kapital anfänglich noch als Fortsetzung seiner Schrift „Zur Kritik der politischen Ökonomie“ ansah. Später änderte er dieses Konzept seines Werkes zugunsten der jetzigen vierbändigen Darstellung des Kapital ab (Produktionsprozess des Kapital im Band I, Zirkulationsprozess des Kapitals in Band II, Gesamtprozess des Kapitals im Band III und Theoriegeschichte in den „Theorien über den Mehrwert“ als Band IV des Kapital), behielt aber die Methode bei. Die historischen Darstellungen dienten ihm dabei zur Illustration, so wie er bereits in der Einleitung zur Kritik der politischen Ökonomie geschrieben hatte, dass das Abstrakte zum Konkreten entwickelt werden muss.
Dieser Aufstieg vom Abstrakten zum Konkreten resultiert aus der dialektischen Darstellungsmethode Hegels. Dessen Methode übertrug Marx nach einer grundsätzlichen Kritik in den Frühschriften, insbesondere in der Heiligen Familie, auf die Ökonomie, in der es ihm um die systematische Darstellung der ökonomischen Kategorien, d. h. der ökonomischen Formen, gehe, wie es Helmut Reichelt in einem bekannten Zitat formulierte:

„[W]as – so könnte man den Marxschen Ansatz in Form einer Frage zusammenfassen – verbirgt sich in den Kategorien selbst; was ist der eigentümliche Gehalt der ökonomischen Formbestimmtheiten, also der Warenform, der Geldform, der Kapitalform, der Form des Profits, des Zinses usw.? Während die bürgerliche politische Ökonomie generell dadurch charakterisiert ist, daß sie die Kategorien äußerlich aufgreift, besteht Marx auf einer strengen Ableitung der Genesis dieser Formen – eine Programmatik, die unmittelbar an Hegels Kritik der Kantischen Transzendentalphilosophie erinnert.“

### Die Neuerungen gegenüber der klassischen Ökonomie
1.) In seinem Brief an Engels vom 8. Januar 1868 bezeichnet Marx als erstes der „drei grundneuen Elemente des Buches“ [= des 1. Bandes des „Kapital“, dass alle frühere Ökonomie die Teile, in die sich der Mehrwert als „Profit“, „Rente“ und „Zins“ teilt, als gegeben betrachtet hat, während sie von ihm erst in der allgemeinen Form des Mehrwerts behandelt wurden.
2.) In seiner Schrift „Zur Kritik der politischen Ökonomie“ schrieb Marx bereits 1859:

„Die Analyse der Ware auf Arbeit in Doppelform:
- des Gebrauchswertes auf reale Arbeit oder zweckmäßig produktive Tätigkeit,
- des Tauschwertes auf Arbeitszeit oder gleiche gesellschaftliche Arbeit,

ist das Endergebnis der Kritik der mehr als anderthalbhundertjährigen Forschungen der klassischen politischen Ökonomie, die in England mit William Petty, in Frankreich mit Boisgilbert beginnt, in England mit Ricardo, in Frankreich mit Sismondi abschließt.“

Und in Band 1 des „Kapital“ führt er 1867 weiter aus:

„Diese zwieschlächtige Natur der in der Ware enthaltenen Arbeit ist zuerst von mir kritisch nachgewiesen worden.“

Diese Unterscheidung wird auch in seinem bereits angeführten Brief an Engels vom 8. Januar 1868 als zweites der „drei grundneuen Elemente“ des Kapital bezeichnet. Er betrachtete dies also als eine wesentliche Neuerung gegenüber der klassischen politischen Ökonomie, die er sich selbst zurechnete. Auf der Grundlage dieser Unterscheidung formte Marx die von der klassischen politischen Ökonomie übernommenen Kategorien um und betrachtete sie jeweils getrennt unter ihrer Wert- und ihrer Stoffseite. Hierin liegt nach Henryk Grossmann Marx’ eigene Neuerung gegenüber seinen Vorgängern.
3.) Als dritte der drei Neuerungen gegenüber der klassischen Ökonomie gibt Marx in dem genannten Brief an Engels vom 8. Januar 1868 an, „zum erstenmal“ an den „beiden Formen des Arbeitslohns: Zeitlohn und Stücklohn“ den Arbeitslohn als eine „irrationale Erscheinungsform eines dahinter versteckten Verhältnisses“ dargestellt zu haben.
4.) Im Unterschied zur klassischen Ökonomie unterscheidet Marx die Begriffe Arbeit und Arbeitskraft. Die Arbeit hat keinen Wert oder Preis, sondern die Arbeiter verkaufen an die Kapitalisten ihre Arbeitskraft als eine Ware, deren Wert durch die Arbeitswertlehre bestimmt wird. Der Kapitalist setzt die von ihm gekaufte Arbeitskraft im Produktionsprozess ein, und zwar nicht nur solange, bis der Wert der Arbeitskraft erstattet ist, sondern länger, so dass ihm ein Mehrwert entsteht.
5.) Eine weder von Marx noch von Engels besonders hervorgehobene, aber auf Marx zurückgehende Neuerung besteht in seiner Erkenntnis im Band I des „Kapital“, dass kapitalistische Gesellschaften zu großen Teilen von einem Warenfetisch bestimmt werden. Analog zur Projektionstheorie ist damit der Umstand gemeint, dass gesellschaftliche Produktionsverhältnisse als Eigenschaften der Arbeitsprodukte erscheinen und daher historische und durch gesellschaftliche Umstände geschaffene Kategorien und ihre Objekte wie Ware und (Tausch-)Wert als natürliche und unabhängig von den Menschen gegebene Tatsachen erscheinen.
6.) Nach Marx gebe es bei den Ökonomen die Tendenz, die herrschenden Produktionsverhältnisse als natürliche Gesetze aufzufassen und darzustellen, dem entgegnet er mit der Theorie, dass die ökonomischen Kategorien der Analyse nur theoretische, abstrakte Ausdrücke der gesellschaftlichen Produktionsverhältnisse darstellen und daher ebenso wenig ewig seien wie die Produktionsverhältnisse selbst, sie sind „historische, vergängliche, vorübergehende Produkte.“
7.) Im Band I des „Kapital“ nimmt Marx die Bildung der „Kategorien: variables und konstantes Kapital“ ausdrücklich für sich in Anspruch. Sie waren zwar schon vorher von der klassischen Ökonomie inhaltlich beschrieben, aber nicht benannt und mit den von Adam Smith gebildeten Kategorien „fixes“ und „zirkulierendes Kapital“ durcheinandergebracht worden.
8.) In seinem Nachwort zur zweiten Auflage von Band I des „Kapital“ weist Marx noch darauf hin, dass der Professor der politischen Ökonomie an der Universität Kiew, N. Sieber, 1871 in seiner Schrift „D. Ricardos Theorie des Werts und des Kapitals etc.“ ihm für seine „Theorie des Wertes, des Geldes und des Kapitals“ bescheinigte und „nachgewiesen“ habe, „in ihren Grundzügen“ eine „notwendige Fortbildung der Smith-Ricardoschen Lehre“ zu sein.
9.) In Band III des „Kapital“ führt Marx dann an, dass es „aller bisherigen Ökonomie“ nicht gelungen sei, das Gesetz vom tendenziellen Fall der Profitrate „zu entdecken“, beziehungsweise dass sie es „nicht zu erklären wusste“. Es handelt sich also ebenfalls um eine Neuerung von Marx gegenüber der klassischen Ökonomie, die er für sich in Anspruch nahm.
10.) Friedrich Engels führt in „Ergänzung und Nachtrag zum III.Buche des Kapital“ 1895 Conrad Schmidt an, der in einem Artikel über den 3. Band des „Kapital“ in Nr. 22 von „Sozialpolitisches Centralblatt“ vom 25. Februar 1895 den Nachweis führte, dass die

„… Marxsche Ableitung des Durchschnittsprofits vom Mehrwert zum ersten Mal eine Antwort auf die von der bisherigen Ökonomie nicht einmal aufgeworfene Frage gibt, wie denn die Höhe dieser Durchschnittsprofitrate bestimmt werde und wie es komme, dass sie sage<n wir> 10 oder 15 Prozent und nicht 50 oder 100 Prozent <gross> ist.“

11.) Zu den Neuerungen von Marx gehört schließlich auch die Kritik der Ricardo’schen Grundrententheorie im Band III des „Kapital“ und ihre Weiterentwicklung. Lenin weist in seiner etwa 1913 geschriebenen Arbeit „Karl Marx (Kurzer biographischer Abriss mit einer Darlegung des Marxismus)“ darauf hin, dass Marx „restlos den Irrtum Ricardos“ aufgedeckt habe, die Differentialrente setze eine allmähliche Bodenverschlechterung voraus. In diesem Zusammenhang entwickelte Marx seine Darstellung der absoluten Rente als Folge des Monopols des Bodeneigentums.

## Wert- und Geldtheorie

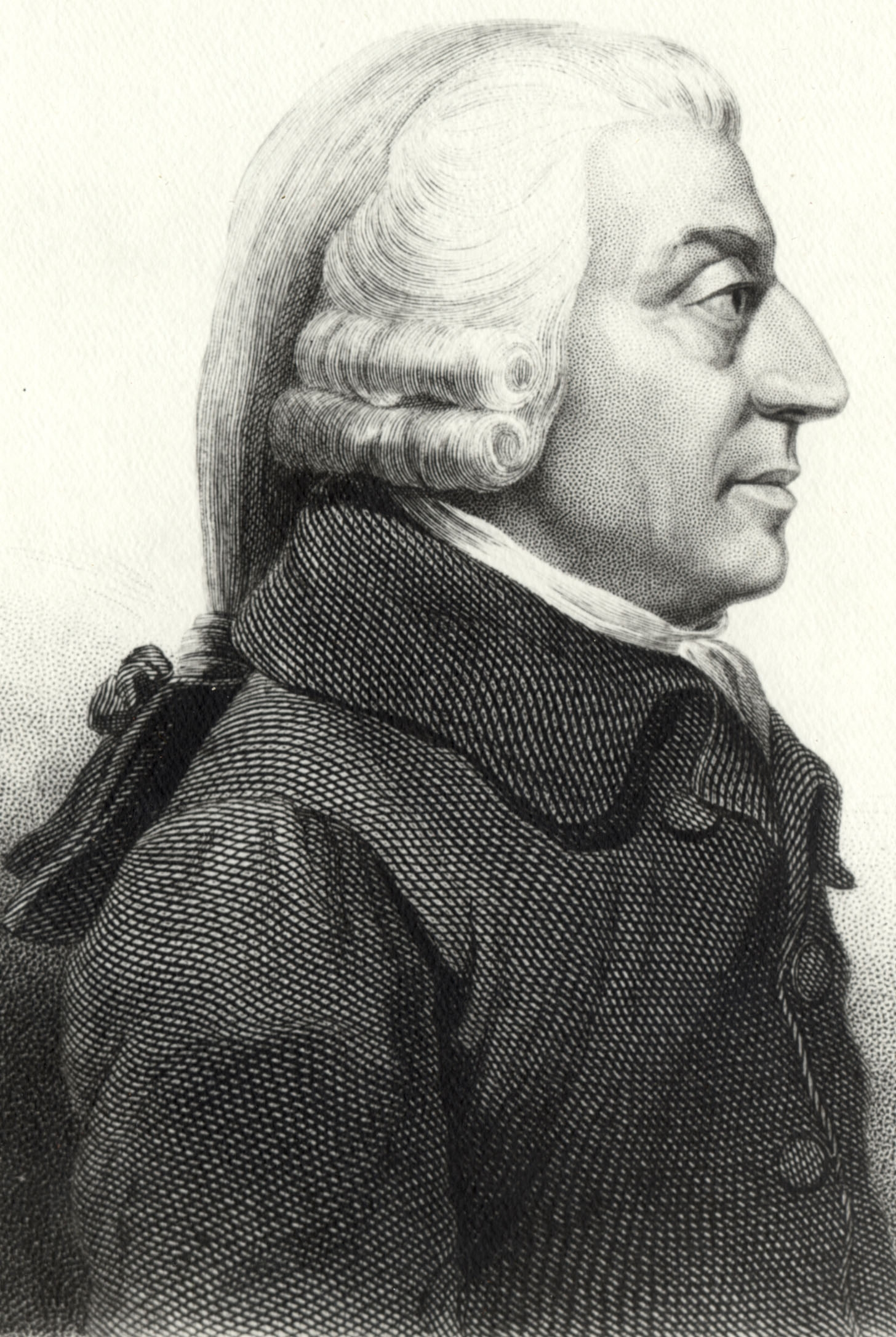
Adam Smith war Moralphilosoph und Begründer der Klassischen Nationalökonomie.

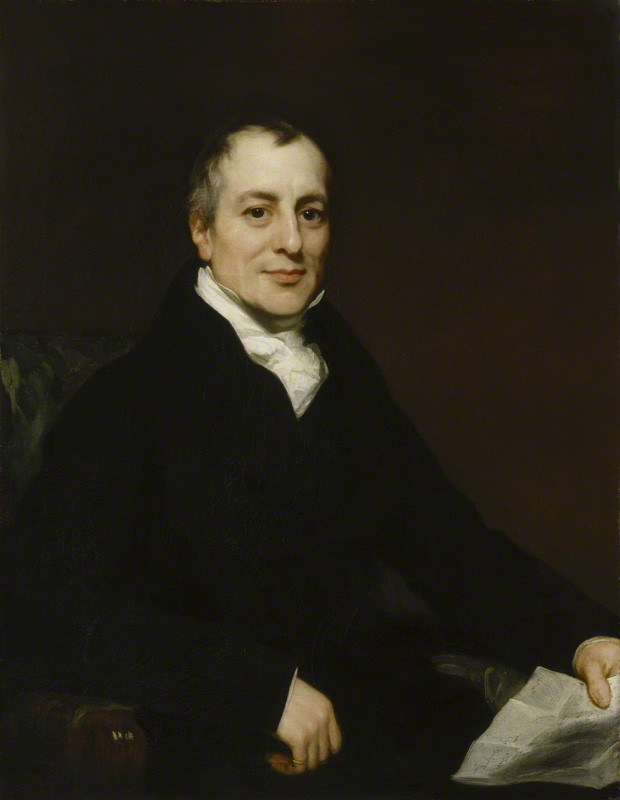
David Ricardo war ein Vertreter der Klassischen Nationalökonomie.

### Tauschwert und Gebrauchswert
In „Das Kapital“ unterscheidet Marx zunächst zwischen dem Gebrauchswert und dem Tauschwert einer Ware. Der Gegensatz von Tauschwert und Gebrauchswert entsteht durch das gesellschaftliche Verhältnis zwischen Privateigentümern, die privat produzieren, um die Produkte auszutauschen. Unter diesen Voraussetzungen haben die Produzenten [= die Eigentümer der Produktionsmittel] nur am Tauschwert, die Konsumenten nur am Gebrauchswert ihr eigentliches Interesse.
Während der Gebrauchswert die besondere Brauchbarkeit des stofflichen Körpers der Ware betrifft, die bestimmte Bedürfnisse befriedigen kann („Die Nützlichkeit eines Dings macht es zum Gebrauchswert“) ist der Tauschwert „das quantitative Verhältnis, die Proportion, worin sich Gebrauchswerte einer Art gegen Gebrauchswerte anderer Art austauschen...“, wobei dem Tauschwert der abstrakte Wert der Waren zugrunde liegt, der ein Reflex der Produktionsverhältnisse ist („Tauschwert ist nichts als eine Beziehung der produktiven Tätigkeit der Personen untereinander“) und erst im (Tausch-)Handel Bedeutung erlangt. So hat eine Ware einen bestimmten Wert, der es, kommt es zu einem Handel, ermöglicht, sie gegen eine andere Ware aus völlig anderem Material auszutauschen (x Ware A tauscht sich gegen y Ware B, wenn beide Warenmengen denselben Wert W haben). Den Wert jeder Ware sah Marx bestimmt durch die abstrakte Arbeit – gemessen in Arbeitszeit, die gesellschaftlich zur Herstellung der entsprechenden Ware durchschnittlich benötigt wird – wobei er dabei an die werttheoretische Tradition der klassischen politischen Ökonomie anknüpft:

„Der Tauschwert von ihnen [den „notwendigen Dingen des Lebens“ = Gebrauchsgegenständen] ist, sobald sie einer gegen einen anderen ausgetauscht werden, durch die Masse der zu ihrer Produktion unverzichtbar erforderlichen und gesellschaftlich [oder: gemeinhin, wörtlich: „commonly“] angewandten Arbeit geregelt.“

Marx analysierte in diesem Zusammenhang in „Das Kapital“ Band I folgende Unterscheidungen:
1. „Quelle von Wert“,[28] Wertschöpfer = die Arbeitskraft, das Arbeitsvermögen, der „Inbegriff der physischen und geistigen Fähigkeiten, die in der Leiblichkeit, der lebendigen Persönlichkeit eines Menschen existieren und die er in Bewegung setzt, sooft er Gebrauchswerte irgendeiner Art produziert.“[29]
2. „wertbildende Substanz“, Wertsubstanz = die Arbeit, „eine bestimmte produktive Verausgabung von menschlichem Muskel, Nerv, Gehirn usw.“[30]
3. den Waren innewohnendes (immanentes) „Maß des Wertes“, Wertmaß = die Arbeitszeit, zeitliche Masse der Arbeit
4. Ausdruck des Wertmaßes, Wertausdruck = das Geld als historisch bedingte, gesellschaftliche Ausdrucksform des den Waren innewohnenden Wertmaßes, der Arbeitszeit.

### Geld und Zirkulation der Warenwerte („Warenzirkulation“)
Das Geld ist eine historisch bedingte Form, da sie erst unter bestimmten gesellschaftlichen Verhältnissen entsteht und nach Marx mit ihnen verschwindet. Voraussetzung seiner Entstehung ist die Produktion nicht mehr für den eigenen Bedarf (also Produktion von Gebrauchswerten, Produkten) und zufälligen, gelegentlichen Tausch auf der direkten Grundlage verausgabter Arbeitszeit, sondern Produktion direkt für den Austausch, den Markt (Produktion von Tauschwerten, Waren).
- Die erste Entwicklungsstufe (die noch bei Homer beschrieben ist) war aber die Verwendung von Vieh als Geld, das sich durch seine universelle Nutzbarkeit als allgemeines Äquivalent anbot, wie es Rosa Luxemburg in ihrer „Einführung in die Nationalökonomie“ darstellt:

„Aber Vieh sichert jedenfalls als Grundlage der Wirtschaft die Existenz der Gesellschaft: Es liefert Fleisch, Milch, Häute, Arbeitskraft …“
- Vieh besaß aber den Nachteil der schlechten Transportierbarkeit und der hohen Kosten zu seinem Unterhalt.[32] Ein weiterer Grund für die Ersetzung von Vieh als Geld lag nach Henri Storch darin, dass mit dem wachsenden Umfang des Handels das Geldmaterial nicht für die Existenz des Menschen unverzichtbar sein darf, weil der in der (Wert-)Zirkulation befindliche Teil nicht für die Konsumtion zur Verfügung steht.[33] Deshalb nahmen in der nächsten Entwicklungsstufe die sich allgemeiner Wertschätzung erfreuenden Metalle die Rolle des Geldes ein, siehe Rosa Luxemburg:

„Das Metall wird mit seiner vermehrten Herstellung und <seinem> verbreitetem Gebrauch allgemeine Ware“ [gemeint ist: allgemeines Äquivalent = Geld] „und verdrängt das Vieh aus dieser Rolle. Zunächst wird es allgemeine Ware eben weil es wegen seines natürlichen Gebrauchs, – als Stoff für allerlei Werkzeuge –, allgemein nützlich und begehrt ist.“
Und Karl Marx fügt dem hinzu, dass die edlen Metalle den Vorrang vor den unedlen erhielten, weil sie nicht als Produktionsmittel gebraucht wurden. Als Vorzüge der Metalle nannte er:
„Dauerhaftigkeit, Unveränderlichkeit, Teilbarkeit und Wiederzusammensetzbarkeit, relativ leichte Transportierbarkeit, weil sie großen Tauschwert in kleinem Raum einschließen, all dies macht die edlen Metalle besonders geeignet …“
- Zunächst war dann vom ursprünglich rohen Zustand der Metalle als Barren mit definierten Gewichten zu Münzen als Wertzeichen von Gewichtsteilen übergegangen worden. Metalle haben aber den Nachteil, sich bei dem ständigen Händewechsel in ihrem Umlauf abzunutzen, wodurch ihr realer Wert nicht mehr mit ihrem nominalen Wert übereinstimmt. Die logisch folgende Entwicklungsstufe war daher die Einführung bloßer Wertzeichen (Geldscheine) als Geld.[37]
- Auch Geldscheine haben aber den Nachteil relativ hoher Kosten zu ihrer Produktion (Fälschungssicherheit) und ihrer Abnutzung, weshalb es zur Entwicklung des reinen Rechengeldes (Kreditkarten) kam.

Der Bedeutung des Geldes entsprechend folgt daher bei Marx im „Kapital“ der Analyse der Ware die Analyse des Geldes und der Zirkulation der Warenwerte mit Hilfe des Geldes, wobei Marx „der Vereinfachung halber“ Gold als die Geldware voraussetzt. Das „immanente Wertmaß“ der Waren ist dabei gemäß der Arbeitswertlehre die zur Produktion der jeweiligen Ware gesellschaftlich durchschnittlich notwendige Arbeitszeit. Die Erscheinungsform dieses Wertes ist jedoch das Geld als Ausdruck des Wertmaßes oder Wertausdruck. Das immanente Wertmaß muss dabei aber notwendig unter dieser Erscheinungsform des Wertes (dem Wertausdruck in Geld) verschwinden, da sich die Summe der Arbeitswerte der Produktionsmittel und der Arbeitskraft (einschließlich Mehrwert) in einer Summe Geld darstellt.

#### Geld als Selbstständige Wertform (allgemeines Äquivalent und Schatz)
Allgemeines Äquivalent
Da der Wert nicht unmittelbar an den Waren selbst erscheint, muss er sich als Tauschwert in einem anderen Gebrauchswert darstellen (ein Tisch gleich zwei Goldstücke). Der Gebrauchswert, der den Wert aller anderen Waren ausdrückt, ist das Geld. Daher definiert Marx die Ware, die alle anderen Waren kaufen kann, als das „allgemeine Äquivalent“, als Geld. Diese Funktion kann das Geld nur ausüben, weil es eine selbstständige Wertform ist, das heißt, dass sein Gebrauchswert darin besteht, allgemeiner Tauschwert zu sein. Auch „Stellvertreter“ (beispielsweise Banknoten, die an die Stelle des Goldes treten) sind Geld.
Weltgeld
Geld, das über staatliche Grenzen hinweg international verwendet wird, ist Weltgeld. Praktisch wird nach Marx Gold und Silber als Weltgeld eingesetzt, es ist daher eine Funktion der selbstständigen Wertform als allgemeines Äquivalent.
Marx vertrat die Auffassung, dass in den nationalen Grenzen die Geldware (in der Regel Gold oder Silber) durch „Stellvertreter“, also Banknoten oder Scheidemünzen, ersetzt werden kann, international bliebe der Handel aber auf Gold, zumindest aber auf eine Geldware als Weltgeld angewiesen. Da die Zentralbanken seit 1971 (dem Ende des Bretton-Woods-Systems) ihre Währung nicht mehr an Gold binden, gilt diese Marxsche Vorstellung häufig als überholt. Andere weisen darauf hin, dass die Zentralbanken weiterhin nicht auf Goldvorräte verzichten, und werten dies als Beleg dafür, dass auch der heutige Kapitalismus international nicht ohne eine Geldware auskäme.
Eine dritte Meinung vertritt unter anderem Heinrich, ein ausgewiesener Marx- bzw. „Kapital“-Experte. Er stellt fest, dass Marx zwar unterstellt hat, dass das allgemeine Äquivalent eine Ware ist (die Unterstellung ist bis in die 1970er gültig), gezeigt hat er das allerdings nicht. Vielmehr wird bei Betrachtung des kapitalistischen Kreditsystems durch Marx deutlich, dass „Geldware“ (Gold) ein historischer Übergangszustand ist, also nicht der kapitalistischen Produktionsweise in ihrem idealen Durchschnitt entspricht (was Marx’ Analysegegenstand ist).
Schatzbildung
Geld als selbständige Wertform dient auch der Schatzbildung, das heißt, es wird der Produktion und Zirkulation bzw. der Konsumtion und dem Umlauf entzogen. Dies geschieht im Bereich der Produktion beispielsweise mit dem bereits abgeschriebenen Teil des fixen konstanten Kapitals bis zu dessen vollständiger Amortisierung (siehe unten) oder mit dem zur Akkumulation bestimmten Mehrwert bis zu seiner Investition als Akkumulationskapital (siehe unten). Das in Schatztruhen aufbewahrte Geld ist zwar ein damit zusammenhängendes Bild, aber auf der Seite der Produktion (mit Ausnahme etwaiger schwarzer Kassen der Industrie) den überholten feudalen Produktionsverhältnissen angehörig. Auch auf der Seite der Konsumtion ist der Sparstrumpf unter der Matratze eher die Ausnahme, bildet aber ebenso einen Schatz wie das Sparkonto bei der Bank.
- Auf der Seite der Produzenten ist das Geld in dieser Funktion als Schatz ein Mittel zur Erhaltung und Entwicklung des Kapitals (Schatzbildung als Grundlage für die Entstehung, Erhaltung und Erweiterung von Unternehmen), in der Funktion des allgemeinen Äquivalentes Weltgeld.
- Auf der Seite der Konsumenten ist es als allgemeines Äquivalent ein Mittel zur Erhaltung und Entwicklung des Lebens (Einkommen als Grundlage zum Erwerb von Lebensmitteln, die Aufzucht von Nachkommen und die Befriedigung kultureller Bedürfnisse), als Schatz eine Rücklage für spätere Anschaffungen oder unvorhergesehene Wechselfälle des Lebens.

#### Geld als Kapital
Beschreibung des Kapitals
Im Kapital entwickelt sich das Geld erst in seiner vollendeten Bestimmung. Will man das Kapital jedoch definieren, so muss man seine vier Erscheinungsweisen beschreiben:
1. Das Kapital als Gegenstand (als Geld, als Unternehmen und als Waren),
2. das Kapital als Prozess („sich verwertender Wert“),
3. das Kapital als gesellschaftliches Verhältnis (Produktionsverhältnis) und
4. das Kapital als historische Entwicklung (Entwicklung der Produktivkräfte und der entsprechenden Gesellschaft).

Wie das Geld selbst, ist also auch das Kapital eine historisch bedingte Form eines gesellschaftlichen Produktionsverhältnisses, das erst unter bestimmten historischen Bedingungen entsteht und nach Marx auch wieder beendet werden wird. Bedingung seines Entstehens ist:
- die ausschließliche Verfügung über die Produktionsmittel der Gesellschaft durch eine Gruppe von Personen („Kapitalisten“, „Unternehmer“), siehe Marx:

„Trennung des Eigentums <an Produktionsmitteln> von der Arbeit erscheint als notwendiges Gesetz dieses Austausches zwischen Kapital und Arbeit.“
- Die Existenz einer anderen Gruppe, die keine Produktionsmittel, aber ihr bloßes Arbeitsvermögen besitzt und dieses zum Überleben den Besitzern der Produktionsmittel verkaufen muss („freie Lohnarbeiter“, „abhängig Beschäftigte“), vergleiche dazu schon Platon in „Der Staat“ 371:

„Es gibt aber, wie ich glaube, auch noch andere Dienstleistende, die … zu allerlei schweren Arbeiten hinreichende körperliche Stärke haben, welche denn den Gebrauch ihrer Kräfte verkaufen und den Preis derselben Lohn nennen, selbst aber, wie ich denke, Tagelöhner genannt werden, nicht wahr?“
Diese Personengruppen werden von Marx im Anschluss an frühere britische und französische Historiker und Ökonomen „Klassen“ genannt.
Funktion des Kapitals
Die erste Erscheinungsform des Kapitals ist das Geld oder andersherum: das Kapital ist eine Geldfunktion. Seine allgemeine Formel zeigt dies deutlich:
1. Geld G wird in Waren W investiert: Geld wird zu Ware oder G – W. G und W haben dabei gleichen Wert. Abweichungen davon sind zufällig. Die Ware, die hier gekauft wird, besteht aus Produktionsmitteln und Arbeitskraft. Der Zweck dieses Kaufes ist nicht persönlicher Konsum, sondern die Anwendung in der Produktion.
2. Den Waren, die aus Produktionsmitteln bestehen, wird in einem Produktionsprozess P durch die Ware, die in Arbeitskraft besteht, Wert zugefügt: W … P … W'. Die produzierten Waren (W') haben einen größeren Wert als die gekauften Waren (W) am Anfang des Produktionsprozesses (P). Die Punkte … kennzeichnen nach Marx, dass es sich hier um einen Vorgang außerhalb der Zirkulation handelt. Die Vermehrung des Wertes findet also nicht im Zirkulations-, sondern im Produktionsprozess statt.
3. Durch Verkauf dieser Waren W' wird der Gewinn realisiert: W' – G'. Der Verkaufserlös G' ist dabei größer als das ursprüngliche Kapital G. Der Verkauf der Waren W' gegen G' ist aber wieder ein Äquivalententausch, Waren werden zum gleichen Wert gegen Geld getauscht.
4. Der Gewinn wird für unterschiedliche Zwecke verwendet, das ursprüngliche Geld wird wieder zu Ware und der Prozess beginnt erneut.

Der Unternehmer setzt das Geld G ein, um G', also mehr Geld zu bekommen. Der Arbeiter verkauft seine Ware Arbeitskraft gegen Geld, um Waren mit einem bestimmten Gebrauchswert kaufen zu können. Für ihn sind die Gebrauchswerte das Ziel (A – G – W, wobei A die Ware Arbeitskraft ist).
- In dieser Funktion als Kapital ist das Geld auf der S. des Produzenten zunächst ein Mittel zur Produktion von Tauschwerten, wobei dies für den Unternehmer nur sinnvoll ist, wenn der zurückfließende Wert höher als der ursprünglich investierte ist, wenn also Mehrwert geschaffen wurde. Daher ist es für ihn letztendlich ein Mittel zur Produktion von Gewinnen, „sich verwertender Wert“.
- Das Kapital verkörpert sich aber schließlich in Waren, das heißt aus der Sicht des Konsumenten in Gebrauchswerten, die für ihn der Zweck der Produktion sind.

#### Geld als Maßstab der Preise (Kaufmittel und Zahlungsmittel)
Der Tauschwert der Waren in Geld ausgedrückt ist ihr Preis. Wie ihr Tauschwert auf die in ihnen vergegenständlichte, zu ihrer Produktion gesellschaftlich durchschnittlich notwendige Arbeitszeit zurückzuführen ist, ist ihr Preis auf den Wert der Edelmetalle (als Geld) zurückzuführen, der seinerseits wieder auf die zu ihrer Produktion gesellschaftlich durchschnittlich notwendige Arbeitszeit zurückgeht. Das Geld hat daher für den Austausch zunächst die Funktion des Maßstabs der Preise. Es ist dann jedoch nicht reales Geld (Geldscheine oder Geldstücke), sondern ideelles [= vorgestelltes] Geld (ein Preisschild hat nicht den Wert, der auf ihm steht). Es dient nur dazu, das Wertmaß verschiedener Waren in Geld anzuzeigen, im jeweiligen Preis auszudrücken und vergleichbar zu machen.
- In dieser Funktion dient es auf der S. des Produzenten auch als Kaufmittel (Kredit), denn mit dem vorhandenen Warenwert kann er eine Kreditsicherheit stellen.
- Beim Kauf werden dagegen die Preise der Waren mit Geld bezahlt, wobei es auf der S. des Konsumenten als Zahlungsmittel dient.

#### Geld als Ausdruck des Wertmaßes oder Wertausdruck ((Wert-)Zirkulationsmittel und Umlaufmittel)
Der Unternehmer kauft mit seinem Kapital Waren, gibt sie in einen Produktionsprozess, in dem ihnen Wert zugesetzt wird, verkauft sie zu mehr Geld als er ursprünglich eingesetzt hat und beginnt den Kreislauf mit dem Geld aus dem Verkauf erneut.
- Geld ist hier auf der S. des Produzenten (Wert-)Zirkulationsmittel (Geld), denn es dient dazu, die Tauschwerte der Waren in Geldform zu ihm zurück zu zirkulieren,
- auf der S. des Konsumenten ist es Umlaufmittel (Münze), denn es dient ihm zum Kauf verschiedener Gebrauchswerte, kehrt also nicht zu ihm zurück.

Die für diese Funktion gesellschaftlich notwendige Gesamtmasse des Geldes hängt ab
1. von der Gesamtsumme der Preise aller produzierten Waren, Dienstleistungen und Güter,
2. von der Umlaufgeschwindigkeit des Geldes (der Anzahl Käufe bzw. Verkäufe in einer bestimmten Zeit).

Als Formel:
Dabei ist:
{\displaystyle G_{ges}} = die gesellschaftlich umlaufende Gesamtmasse des Geldes
{\displaystyle Vp_{ges}} = die Summe aller gesellschaftlichen Verkaufspreise (siehe unten unter „Preisarten“)
{\displaystyle n_{K/t}} = die Anzahl aller gesellschaftlichen Käufe bzw. Verkäufe in einer bestimmten Zeit

## Das Kapital

### Kapitalteile nach ihrem Verhalten in der Produktion

#### Ursprünglich angelegtes Kapital
Das „ursprünglich angelegte Kapital“ ist das Kapital, das beim Beginn eines Unternehmens angelegt wird. Es umfasst
1. den Gesamtpreis des etwa gekauften Baugrundes, der Gebäude und Maschinen einerseits und
2. des Rohmaterial- [= Rohstoffe und/oder Halbfertigwaren] und Hilfsstoffvorrates [= Schmiermittel, Kleinersatzteile, Büromaterial], einschließlich Pacht (Energie wird dagegen nicht im Voraus bezahlt und daher wie der Lohn der Arbeitnehmer, – siehe unten –, oft nicht vorher angelegt, sondern aus dem Verkauf der produzierten Ware bezahlt), andererseits,

also das gesamte fixe und (bis auf die Energiekosten, wenn sie nicht vorher angelegt werden) zirkulierende konstante Kapital (siehe dazu unten unter „Kapitalteile nach ihrem Verhalten in der (Wert-) Zirkulation“).
Das variable Kapital wird heutzutage nicht mehr im Voraus angelegt, weil die Arbeiter ja erstmal arbeiten müssen und dabei die Waren produzieren, aus deren Verkauf dann ihr Lohn gezahlt wird, siehe dazu schon Adam Smith:

„Obgleich der Manufakturist“ [der Manufakturarbeiter] „seinen Lohn von seinem Meister vorgeschossen erhält, kostet er diesen doch in der Wirklichkeit nichts, da in der Regel der Wert dieses Lohnes, zusammen mit einem Profit, in dem vermehrten Wert des Gegenstandes, auf den seine Arbeit verwandt wurde, bewahrt [reserved] wird.“

Das „vorgeschossen“ im Zitat bezieht sich nicht etwa auf den Beginn des Geschäfts (dann wäre die im Zitat folgende Aussage unsinnig), sondern auf den bereits laufenden Prozess sich ständig wiederholender Umschläge des Kapitals, wo allein der Eindruck entstehen kann, der Unternehmer habe den Lohn „vorgeschossen“. Diese Praxis verlagert allerdings das sogenannte „Betriebsrisiko“ (eine der Begründungen für den Profit, siehe unten) zu Lasten der Arbeitnehmer, was beim Konkurs eines Unternehmens häufig zu Lohnverlusten der Beschäftigten führte.
Im laufenden Prozess ergibt sich die Größe des ursprünglich angelegten Kapitals durch die Addition des angelegten Kapitals, des gerade angewandten Kapitals und des bereits amortisierten Kapitals, also:
Dabei ist:
{\displaystyle C_{ur}} = das ursprünglich angelegte Kapital
{\displaystyle C_{angel}} = das angelegte Kapital (siehe unten)
{\displaystyle C_{angew}} = das angewandte Kapital (siehe unten)
{\displaystyle C_{amort}} = das amortisierte Kapital (siehe unten)
Das „ursprünglich angelegte Kapital“ bleibt zahlenmäßig immer gleich groß, soweit sich der Rohmaterial- und Hilfsstoffvorrat nicht ändert und keine größeren Reparaturen oder Investitionen stattfinden. Solche Änderungen am fixen konstanten Kapital bilden dann ein Zuschusskapital, das seinen Wert innerhalb seiner Abschreibungszeit auf die Waren überträgt. Es ist also grundsätzlich zu unterscheiden zwischen:
- ursprünglich angelegtem fixem konstantem Kapital und – soweit vorhanden –
- zuschüssigem angelegtem fixem konstantem Kapital,
- ursprünglich angelegtem zirkulierendem konstantem Kapital und – soweit vorhanden –
- ursprünglich angelegtem variablem Kapital.

#### Angelegtes Kapital
Das „angelegte Kapital“ (bei Marx „vorgeschossenes Kapital“ obwohl dies bei ihm auch für das „ursprünglich angelegte Kapital“ und oft auch für das „angewandte Kapital“ verwendet wird) umfasst den Teil des Kapitals, der während eines Kapitalumschlages angelegt ist, aber nicht angewandt wird. Das betrifft
1. den Teil des Wertes des Landbesitzes, der Bauten und Maschinen, also des fixen konstanten Kapitals einerseits, der noch nicht amortisiert ist (siehe unten unter „amortisiertes Kapital“), aber auch nicht gerade angewandt wird, und
2. den Wert des Rohmaterial- und Hilfsstofflagers, also den angelegten Teil des zirkulierenden konstanten Kapitals andererseits.

Der erstere Teil wird also im Verlauf der Abschreibungszeit immer kleiner, weil ein immer größerer Teil des Werts des Landes, der Bauten und Maschinen in ihrem Verlauf amortisiert, das heißt, auf die produzierte Ware übertragen und durch den Verkauf wieder in die ursprüngliche Geldform umgewandelt wird. Der Teil des Rohmaterial- und Hilfsstofflagers bleibt dagegen im Wesentlichen gleich groß.
Zusätzlich gehört zum angelegten Kapital aber auch der Teil des Kapitals, der bei einem Auseinanderklaffen von „Arbeitszeit“ und „Produktionszeit“, – etwa der „Reifezeit“ in der Käseproduktion –, notwendig wird, um die Produktion kontinuierlich fortsetzen zu können. Die Höhe dieses Zuschusskapitals richtet sich nach dem Verhältnis der „Reifezeit“ zur „Arbeitszeit“, also:
Dabei ist:
{\displaystyle C_{Zu_{1}}} = Zuschusskapital 1
{\displaystyle t_{Reif}} = Reifezeit
{\displaystyle t_{Arb}} = Arbeitszeit
{\displaystyle C_{Zirk_{angew}}} = angewandtes Zirkulationskapital es besteht aus:
{\displaystyle C_{Zirk_{angew}}=ZK_{angew}+ZV_{angew}+FV_{angew}}
Dabei ist:
{\displaystyle ZK_{angew}} = angewandter zirkulierender Teil des konstanten Kapitals
{\displaystyle ZV_{angew}} = angewandter zirkulierender Teil des variablen Kapitals
{\displaystyle FV_{angew}} = angewandter fixer Teil des variablen Kapitals (siehe unter „Das fixe Kapital“)
Das fixe konstante Kapital geht nicht in die Berechnung ein, weil es bereits angelegt ist, also im Zuschusskapital nicht nochmals angelegt werden muss.
Ähnlich verhält es sich mit dem Zuschusskapital, das notwendig ist, um die Produktion während der „Zirkulationszeit“ kontinuierlich aufrechtzuerhalten. Die Größe dieses Zuschusskapitals verhält sich zum angewandten Kapital wie die „Zirkulationszeit“ zur „Produktionszeit“, also:
Dabei ist:
{\displaystyle C_{Zu_{2}}} = Zuschusskapital 2
{\displaystyle t_{Zirk}} = Zirkulationszeit
{\displaystyle t_{Prod}} = Produktionszeit; sie besteht aus der Arbeitszeit + der eventuellen Reifezeit, also:
{\displaystyle t_{Prod}=t_{Arb}+t_{Reif}}
{\displaystyle C_{Zirk_{angew}}} = angewandtes Zirkulationskapital (siehe oben)
Das „angelegte Kapital“ wird daher innerhalb der Abschreibungszeit immer kleiner, denn es verringert sich um den abgeschriebenen Teil des Wertes des Landbesitzes, der Bauten und Maschinen, während Hinzufügungen zum ursprünglich angelegten Kapital (größere Reparaturen oder anderweitige Investitionen, siehe oben) diesen Wert wieder erhöhen.

#### Angewandtes Kapital („produktives Kapital“)
Das „angewandte Kapital“ umfasst den Wert der Teile des Kapitals, die als „produktives Kapital“ tatsächlich in der Produktion angewandt werden, also
1. den Teil des Wertes des Landbesitzes, der Bauten und Maschinen (also des fixen konstanten Kapitals), der in dem betreffenden Zeitraum anteilsmäßig auf die produzierten Waren übertragen wird,
2. den Teil des Wertes des Rohmaterials [= Rohstoffe und/oder Halbfertigwaren] und der Hilfsstoffe [= Schmiermittel, Kleinersatzteile, Büromaterial] (also des zirkulierenden konstanten Kapitals), der tatsächlich in der Produktion verbraucht wird (hier also anders als beim ursprünglich angelegten Kapital einschließlich Pacht und Energiekosten) und
3. den Teil des Wertes der Arbeitskraft (also des variablen Kapitals), der tatsächlich in der Produktion angewandt wird. Bei Schichtbetrieben errechnet sich dies:

Dabei ist:
{\displaystyle V_{angew}} = der Wert des angewandten variablen Kapitals,
{\displaystyle V_{ges}} = der Wert des gesamten variablen Kapitals aller Arbeitnehmer des Unternehmens (der gesamten Lohnsumme), die sich aus dem gesamten zirkulierenden und fixen variablen Kapital zusammensetzt, also:
{\displaystyle V_{ges}=ZV_{ges}+FV_{ges}}
Dabei ist:
{\displaystyle ZV_{ges}} = der gesamte zirkulierende Teil des variablen Kapitals (siehe unten unter „Das zirkulierende Kapital“)
{\displaystyle FV_{ges}} = der gesamte fixe Teil des variablen Kapitals (siehe unten unter „Das fixe Kapital“)
{\displaystyle {n_{S_{Prod}}}} = die Anzahl der Produktionsschichten (diese dann ohne die Normalschicht).
Der Wert des Lohnes der gerade nicht arbeitenden Schichten gehört dann zum angelegten Kapital (Marx hat den Unterschied von angelegtem und angewandtem Kapital nur in Bezug auf das Gesamtkapital und seinen konstanten Teil untersucht).
Die Höhe des angewandten Gesamtkapitals ergibt sich durch das für die Arbeitszeit (siehe oben unter „Angelegtes Kapital“) notwendig anzuwendende Kapital plus der eventuell nötigen Zuschusskapitale für die Reifezeit (siehe oben unter „Reifezeit“) und die Zirkulationszeit (siehe oben unter „Zirkulationszeit“). Da sich die Zuschusskapitale aber im selben Verhältnis in konstantes und variables Kapital und innerhalb derselben in fixe und zirkulierende Bestandteile aufteilen, wie das angewandte Hauptkapital, kann man sie auch als Teilbeträge der angewandten Kapitalteile ansehen, also:
Dabei ist:
{\displaystyle C_{ges_{angew}}} = das in dem betrachteten Zeitraum angewandte Gesamtkapital
{\displaystyle \lbrace C_{Zu_{1}}\rbrace } = das möglicherweise nötige Zuschusskapital 1
{\displaystyle \lbrace C_{Zu_{2}}\rbrace } = das möglicherweise nötige Zuschusskapital 2
{\displaystyle ZK_{angew}} = der in dem betrachteten Zeitraum angewandte zirkulierende Teil des konstanten Kapitals (siehe unten unter „Das zirkulierende Kapital“)
{\displaystyle ZV_{angew}} = der in dem betrachteten Zeitraum angewandte zirkulierende Teil des variablen Kapitals (siehe unten unter „Das zirkulierende Kapital“)
{\displaystyle FV_{angew}} = der in dem betrachteten Zeitraum angewandte fixe Teil des variablen Kapitals (siehe unten unter „Das fixe Kapital“)
{\displaystyle FK_{angew}} = der in dem betrachteten Zeitraum angewandte fixe Teil des konstanten Kapitals (siehe unten unter „Das konstante Kapital“). Dieser Teil des angewandten Kapitals errechnet sich für die einzelne Ware durch den ursprünglich angelegten fixen Teil des konstanten Kapitals (die Investitionssumme für Land, Bauten und Maschinen) dividiert durch die Abschreibungszeit = jährliche Wertabschreibung, dividiert durch jährliche Produktionstage, dividiert durch die Produktionsstunden eines Arbeitstages (die können durch Schichtarbeit unterschiedlich sein), dividiert durch die Menge oder Masse in einer Stunde produzierter Ware = auf eine einzelne Ware entfallender Wertteil des angewandten fixen Teils des konstanten Kapitals, also:
{\displaystyle FK_{angew}/W=(((FK_{ur}:t_{Ab}):d_{Prod}/y):h_{Prod}/d):n_{W/h}}
Dabei ist:
{\displaystyle FK_{angew}/W} = der auf eine einzelne Ware entfallende Anteil des angewandten fixen Teils des konstanten Kapitals
{\displaystyle FK_{ur}} = der ursprünglich angelegte fixe Teil des konstanten Kapitals
{\displaystyle t_{Ab}} = die Abschreibungszeit
{\displaystyle d_{Prod}/y} = die Produktionstage eines Jahres
{\displaystyle h_{Prod}/d} = die Produktionsstunden eines Tages
{\displaystyle n_{W/h}} = die in einer Stunde produzierte Menge oder Masse Ware
Auf einen Umschlag betrachtet ist dieser Kapitalteil:
{\displaystyle FK_{angew}/U=(FK_{ur}:t_{Ab}):n_{U}/y}
Dabei ist:
{\displaystyle FK_{angew}/U} = in einem Kapitalumschlag angewandter fixer Teil des konstanten Kapitals
{\displaystyle n_{U}/y} = die Anzahl der Kapitalumschläge in einem Jahr
Die oben statisch betrachtete einfache Unterscheidung zwischen angelegtem und angewandtem Kapital beim Beginn eines Unternehmens wird allerdings komplizierter, wenn das Kapital in Bewegung betrachtet wird. Das fixe konstante Kapital schlägt innerhalb der Abschreibungszeit nur einmal um, das Zirkulationskapital aber mehrmals. Dabei muss sein Wert aber nur einmal angelegt werden und kehrt dann durch den Verkauf der produzierten Ware ständig in Geldform zum Unternehmer zurück. Daher besteht das tatsächlich angewandte Zirkulationskapital aus dem angelegten Zirkulationskapital multipliziert mit der Anzahl der Umschläge innerhalb der betrachteten Zeit und das wirklich angewandte Gesamtkapital aus diesem tatsächlich angewandten Zirkulationskapital plus dem in dem betrachteten Zeitraum angewandten fixen konstanten Kapital, also:
Dabei ist:
{\displaystyle C_{ges_{angew}}} = siehe oben zum angewandten Gesamtkapital
{\displaystyle C_{Zirk_{angel}}} = das angelegte Zirkulationskapital
{\displaystyle n_{U}} = die Anzahl der Umschläge in dem betrachteten Zeitraum
{\displaystyle FK_{angew}} = siehe oben zum angewandten Gesamtkapital
{\displaystyle C_{Zirk_{angew}}} = das in dem betrachteten Zeitraum tatsächlich angewandte Zirkulationskapital (siehe unten unter „Das Zirkulationskapital“)
{\displaystyle ZK_{angew}} = siehe oben zum angewandten Gesamtkapital
{\displaystyle ZV_{angew}} = siehe oben zum angewandten Gesamtkapital
{\displaystyle FV_{angew}} = siehe oben zum angewandten Gesamtkapital
Das „angewandte Kapital“ bleibt in der Regel (soweit keine größeren Reparaturen, Rationalisierungsmaßnahmen oder sonstige Änderungen auftreten) innerhalb der Abschreibungszeit gleich groß.

#### Amortisiertes Kapital
Das „amortisierte Kapital“ beschreibt den Teil des Wertes des Landbesitzes, der Bauten und Maschinen, – also des fixen konstanten Kapitals (siehe unten unter „Kapitalteile nach ihrem Verhalten in der (Wert-) Zirkulation“) –, der innerhalb der verflossenen Abschreibungszeit auf die produzierte Ware übertragen wurde und durch den Verkauf und die (Wert-)Zirkulation dem Unternehmer wieder in Geldform zur Verfügung steht. Dieser Teil des Kapitals ist also ein innerhalb der Abschreibungszeit immer größer werdender „Schatz“, siehe Marx im Band II des „Kapital“:
„Die Form des Schatzes ist nur die Form von nicht in <der (Wert-)> Zirkulation befindlichem Geld, von Geld, das in seiner <(Wert-)> Zirkulation unterbrochen ist und deshalb in seiner Geldform aufbewahrt wird. Was den Prozess der Schatzbildung selbst betrifft, so ist er Teil jeder Warenproduktion und spielt nur in den unentwickelten vorkapitalistischen Formen derselben als Selbstzweck eine Rolle.“
Der erste Satz des Zitates gilt auch für das „Akkumulationskapital“ (siehe unten unter „Die erweiterte Reproduktion des Kapitals“).
Dieser Schatz kann vom Unternehmer
1. zur einfachen Reproduktion des Kapitals (siehe unten) oder
2. neben dem Akkumulationskapital als zusätzliches Kapital zur erweiterten Reproduktion des Kapitals (siehe unten) oder
3. zu anderen, auch privaten Zwecken verwendet werden.

Die Größe des amortisierten Kapitals ergibt sich durch die Größe des angewandten fixen Teils des konstanten Kapitals multipliziert mit der Anzahl der während der verflossenen Abschreibungszeit bereits erfolgten Umschläge, also:
Dabei ist:
{\displaystyle C_{amort}} = amortisiertes Kapital
{\displaystyle FK_{angew}/U} = in einem Umschlag angewandter fixer Teil des konstanten Kapitals (siehe unten unter „Das Fixe Kapital“)
{\displaystyle n_{U}} = die Anzahl der bereits erfolgten Kapitalumschläge
Der Teil des amortisierten Kapitals, der den Wert gekauften Landes darstellt, kann zu Extraprofit werden (siehe unten unter „Profit und Profitarten“), wenn der Kaufpreis des Landes schon vollständig amortisiert ist und die Waren weiter zum selben Preis verkauft werden.

### Die Zusammensetzung des Kapitals
Alle Waren setzen sich allgemein zusammen aus:
- vergangener, bereits vergegenständlichter Arbeit, den Produktionsmitteln, ausgedrückt im konstanten Kapital;
- und aus neu hinzugefügter lebendiger Arbeit, der angewandten Arbeitskraft, ausgedrückt im variablen Kapital und dem Mehrwert.

Dies bezeichnet Marx als Zusammensetzung des Kapitals.

#### Technische Zusammensetzung des Kapitals
Die vergangene abstrakte Arbeit, die zur Produktion einer Ware notwendig ist, ist nun konkret in verschiedenen Dingen enthalten, die zusammengenommen als „Produktionsmittel“ bezeichnet werden. Sie bilden innerhalb der Produktion eine S. der „technischen Zusammensetzung des Kapitals“, die die stofflichen Bestandteile des Kapitals (einschließlich Pacht und Energie) beschreibt und besteht aus
1. den stofflichen Produktionsmitteln,
2. der lebendigen Arbeitskraft.

#### Wertmäßige Zusammensetzung des Kapitals
Das Gegenstück der technischen Zusammensetzung des Kapitals ist die wertmäßige Zusammensetzung des Kapitals, bestehend aus
1. konstantem Kapital, das den Wert der Produktionsmittel umfasst und auf die einzelne Ware betrachtet innerhalb der Abschreibungszeit gleichbleibend ist, daher der Begriff „konstantes Kapital“; die Produktionsmittel gehören also zur technischen Zusammensetzung des Kapitals und als Bestandteil der wertmäßigen Zusammensetzung zum konstanten Kapital;
2. variablem Kapital, das den Wert der Ware Arbeitskraft umfasst, deren Wert sich, auf die einzelne Ware betrachtet, durch mannigfaltige Umstände (etwa durch die Erhöhung der Arbeitsintensität) ändern kann, daher der Begriff „variables Kapital“; die Arbeitskraft gehört also zur technischen Zusammensetzung des Kapitals und als Bestandteil der wertmäßigen Zusammensetzung zum variablen Kapital.

Diese wertmäßige Zusammensetzung des Kapitals betrachtet Marx als Verhältnis unter der Bezeichnung „organische Zusammensetzung des Kapitals“ besonders.

#### Organische Zusammensetzung des Kapitals
Im Band I des Kapitals definiert Marx als „organische Zusammensetzung des Kapitals“ die Entwicklung der Wertzusammensetzung des Kapitals, soweit sie durch die „technische Zusammensetzung bestimmt wird und deren Änderungen widerspiegelt“. Man kann nun nicht einfach den Quotienten aus Produktionsmitteln und Arbeitskraft bilden, weil bei beiden Größen ein „Aggregationsproblem“ besteht. Wie addiere ich z. B. bei den Produktionsmitteln 3 Elektrolokomotiven zu 27 Reißzwecken? Auch bei der Arbeitskraft besteht dieses Problem, da die konkreten Arbeiten etwa des Maschinenführers und des Lohnbuchhalters ja ganz unterschiedlich sind. Da jedoch alle Produktionsmittel und die Arbeitskraft einen Tauschwert haben, der sich unterschiedslos in Geld ausdrückt, lässt sich auf der Grundlage des Wertes ein solcher Quotient bilden.
(Hinweis: solche Aggregationsprobleme haben nichts mit Marxistischer Wirtschaftstheorie als solcher zu tun, auch die amtliche Statistik wendet bestimmte Methoden an, um das Anlagevermögen in konstanten Preisen eines Basisjahres, in jeweiligen Preisen, in Wiederbeschaffungspreisen usw. – Methoden die alle ihre Vor- und Nachteile haben – zu berechnen.)
Nimmt man also an, dass sich die Werte der Produktionsmittel im Zeitablauf nicht ändern, dann gilt:
Diese Formel zeigt zugleich den Wirkungsgrad der menschlichen Arbeit an (auch als „Produktivkraft der Arbeit“ bezeichnet), denn sie gibt an, das wievielfache der eigenen Arbeitskraft ein Arbeiter in Bewegung setzt. Dies allerdings nur sehr eingeschränkt. Da sich das konstante Kapital je nach der konkreten Art des Unternehmens zusammensetzen kann aus
- mehr zirkulierendem konstantem Kapital oder
- mehr fixem konstantem Kapital und dieses selbst wiederum aus

1. mehr Land oder
2. mehr Bauten oder
3. mehr Maschinen,

sagt die Formel in der von Marx gebotenen Form kaum etwas über den tatsächlichen Wirkungsgrad der menschlichen Arbeit aus: Ein Wohnungsbauunternehmen hat z. B. ein sehr großes konstantes Kapital und ein sehr geringes variables Kapital, dennoch ist die Produktivkraft der Arbeit bei ihm sehr gering im Vergleich etwa zu einem Automobilhersteller.
Die heutigen Ökonomen berechnen die organische Zusammensetzung des Kapitals in der Form des Gesamtkapitals (Kapitalstock) dividiert durch die Anzahl der Arbeitsplätze, was sie als Kapitalintensität bezeichnen. In dieser Form gibt das Verhältnis darüber Auskunft, wie viel Kapital in einer bestimmten Branche aufgewendet werden muss, um einen Arbeitsplatz zu schaffen.

#### Stoffliche Zusammensetzung der Produktionsmittel
Die Produktionsmittel setzen sich nun aber stofflich aus unterschiedlichen Dingen zusammen:
- Landbesitz, Bauten, Maschinen und hochwertigen Ersatzteilen einerseits und
- Rohmaterial und Hilfsstoffen andererseits, wobei zu letzteren auch nichtstoffliche Dinge wie Energie und Pacht gehören.

Da sich der Wert dieser Bestandteile in der (Wert-)Zirkulation unterschiedlich verhält, werden sie begrifflich unterschieden.

### Kapitalteile nach ihrem Verhalten in der (Wert-)Zirkulation
Alle Bestandteile des Kapitals lassen sich auf der Grundlage ihres unterschiedlichen Verhaltens in der (Wert-)Zirkulation in zwei Kategorien einteilen:
1. In solche, die während der Abschreibungszeit nur ein einziges Mal umschlagen, und
2. solche, die während der Abschreibungszeit mehrmals umschlagen.

Dieses unterschiedliche Zirkulationsverhalten der verschiedenen Bestandteile des Kapitals veranlasste Adam Smith, sie zu benennen als
1. „Fixes Kapital“ (wird empirisch oft durch das Anlagevermögen der Volkswirtschaftlichen Gesamtrechnung dargestellt), das innerhalb der Abschreibungszeit nur einmal umschlägt, seinen Wert also innerhalb dieser Zeit anteilsmäßig auf die einzelne produzierte Ware überträgt, und
2. „Zirkulierendes Kapital“, das innerhalb der Abschreibungszeit mehrmals umschlägt und dabei seinen Wert sofort und als ganzes innerhalb eines Kapitalumschlages auf die einzelne produzierte Ware überträgt.

Die Einteilung als solches stammt aber schon von den Physiokraten, die diese Kapitalteile in Bezug auf den einjährigen Kapitalumschlag in der Landwirtschaft „ursprüngliche Vorschüsse“ und „jährliche Vorschüsse“ nannten.

#### Das fixe Kapital
Weil der konstante Teil dieses Anteils am Gesamtwert der Ware innerhalb der Abschreibungszeit unveränderlich [= fixiert, fix] bleibt, heißt dieser Kapitalbestandteil „fixes Kapital“. Es besteht aus:
- Fixem konstantem Kapital. Dazu gehören

1. Landeigentum (anders als gepachtetes Land, das zum zirkulierenden Kapital gehört),
2. Bauten,
3. Maschinen, Werkzeuge und (wenn auch nicht allgemein) höherwertige Ersatzteile,
4. unter Umständen die Kosten für Forschung und Entwicklung, die aber einen besonderen Fall bilden.
Dieser Teil des fixen Kapitals gehört also ausschließlich zum konstanten Kapital. Dieses fixe konstante Kapital wird beim Beginn des Unternehmens (oder bei einer Investition eines bestehenden Unternehmens) einmal angelegt und überträgt seinen Wert dann innerhalb seiner Abschreibungszeit anteilsmäßig auf die einzelne Ware. Werden die hochwertigen Ersatzteile gleich mit zu ihm hinzu gezählt und nicht erst bei ihrer Anwendung als Zuschusskapital, so übertragen sie ihren Wert auch dann, wenn sie nicht für Reparaturen benötigt werden. Dieser Kapitalteil zirkuliert also nur einmal bzw. schlägt nur einmal um und regelt daher den Umschlag des Gesamtkapitals.
Karl Marx (und ihm folgend Rosa Luxemburg) hatte bei seiner Darstellung diesen Teil des Kapitals als „Verschleiß“ aufgefasst. Es handelt sich dabei jedoch nicht um die stoffliche Ermüdung und Abnutzung des Landes, der Bauten und Maschinen, sondern um den Teil ihres Wertes, der während der Produktion auf den Wert der produzierten Waren übertragen wird. Da diese Übertragung aber innerhalb der Abschreibungszeit kontinuierlich im Produktionsprozess stattfindet, bildet sie daher als fixer Teil des konstanten Kapitals das „angewandte fixe konstante Kapital“ (siehe oben unter „Angewandtes Kapital“). Während Landeigentum, Bauten und die Maschinerie also stofflich nur als Ganzes benutzt und betrieben werden können, sind sie wertmäßig immer nur anteilmässig an der Produktion beteiligt. Daher ist das angewandte fixe konstante Kapital nur ein Bruchteil des angelegten fixen konstanten Kapitals.
Zu dieser Art des „Verschleißes“ kommt der „moralische Verschleiß“ hinzu, der durch verbesserte Maschinen oder Verfahren die alten Maschinen oder Verfahren entwertet. Er bildet aber für das einzelne Kapital keinen kontinuierlichen Prozess, sondern ein einmaliges Ereignis.
- Der „Arbeitgeberanteil“ an der Sozialversicherung (der allerdings über den Preis an den Verbraucher weitergegeben wird) kann auch als ein fixer Teil des variablen Kapitals aufgefasst werden, da er nicht in Tarifverträgen geregelt, sondern vom Staat festgelegt wird. Dieser Bestandteil des variablen Kapitals soll vom Arbeitgeber aus dem Gewinn bezahlt werden, wie der Arbeitnehmeranteil aus dem Lohn. Dann würde er keine Kreisbewegung vollführen und daher nicht wie das variable Kapital zum zirkulierenden Kapital gehören.

#### Das zirkulierende Kapital
Da dieser Kapitalteil während der Abschreibungszeit mehrmals umschlägt, kann man seine Bewegung als Kreislauf auffassen, daher die Bezeichnung „zirkulierendes Kapital“. Zu ihm gehören
1. der Teil des konstanten Kapitals, der in Rohmaterial und Hilfsstoffen (einschließlich Elektrizität und Pacht als „ideellen [= nicht stofflichen] Hilfsstoffen“) besteht, sowie
2. das variable Kapital, das den Arbeitslohn umfasst und
3. der Mehrwert, denn dieser entsteht durch die unbezahlte Mehrarbeit (siehe unten unter „Lohn und Mehrwert“).

Die Besonderheit des Mehrwerts besteht darin, dass dieser nicht vorher angelegt wird, sondern in der Produktion durch die Anwendung der Arbeitskraft entsteht, also zunächst in stofflicher Form in der Ware enthalten ist. Erst durch den Verkauf der Ware nimmt er die Geldform an und kehrt in dieser zum Unternehmer zurück. Er wird also gewissermaßen nur vom zirkulierenden Kapital mittransportiert. Diese Besonderheit führte teilweise in der klassischen Ökonomie dazu, den Mehrwert nicht aus der Produktion abzuleiten, sondern aus dem der (Wert-)Zirkulation angehörenden Verkauf.
Das variable Kapital, das in Arbeitslohn besteht, und der Mehrwert als unbezahlte Arbeit gehören zum zirkulierenden Kapital, weil auch sie ihren Wert sofort und vollständig als Neuwert (Wertschöpfung, Volkseinkommen siehe unten unter „Der Neuwert“) auf die produzierte Ware übertragen. Das zirkulierende Kapital besteht also anders als das fixe Kapital nicht nur aus Produktionsmitteln. Daraus ergibt sich aber,
- dass sich der fixe und der zirkulierende Teil des konstanten Kapitals unterschiedlich verhalten, also getrennt betrachtet werden müssen (siehe oben),
- dass das konstante und das variable Kapital in fixe und zirkulierende Bestandteile aufgeteilt werden müssen.

#### Die Kontroverse um diese Einteilung
Die Zusammensetzung des zirkulierenden Kapitals führte bei Marx dazu, dass er die sich zwingend daraus ergebende Aufteilung des konstanten und variablen Kapitals in zirkulierende und fixe Bestandteile ablehnte, weil dadurch seiner Meinung nach die Entstehung des Mehrwerts verschleiert werden würde:

„… über die Gleichheit der Form, die <das> variable Kapital und der zirkulierende Bestandteil des konstanten Kapitals im Umschlag haben, <wird> der wesentliche Unterschied derselben im Verwertungsprozess und die Bildung des Mehrwerts versteckt, also das ganze Geheimnis der kapitalistischen Produktion noch mehr verdunkelt; durch die gemeinsame Bezeichnung: zirkulierendes Kapital wird dieser wesentliche Unterschied aufgehoben …“

Und danach noch einmal:

„Man begreift daher, warum die bürgerliche politische Ökonomie A. Smith’s Verwirrung der Kategorien konstantes- und variables Kapital mit den Kategorien fixes- und zirkulierendes Kapital instinktmäßig festhielt und ein Jahrhundert hindurch kritiklos von Generation zu Generation nachplapperte. Der im Arbeitslohn angelegte <zirkulierende variable> Kapitalteil unterscheidet sich bei ihr gar nicht mehr von dem in Rohmaterial angelegten <zirkulierenden konstanten> Kapitalteil und unterscheidet sich nur formell, – ob er stückweise- oder ganz durch die Ware zirkuliert wird –, vom <fixen> konstanten Kapital. Damit ist die Grundlage für das Verständnis der wirklichen Bewegung der kapitalistischen Produktion- und daher der kapitalistischen Ausbeutung mit einem Schlage verschüttet. Es handelt sich nur <noch> um das Wiedererscheinen angelegter Tauschwerte.“

Marx folgt mit seiner Kritik Ricardo, der die Unterteilung in fixes und zirkulierendes Kapital auch schon kritisierte:

„Eine unwesentliche Einteilung, in welcher zudem die Scheidelinie“ [= zwischen konstantem und variablem Kapital] „nicht genau gezogen werden kann.“

Trotz seiner Ablehnung gebrauchte Marx diese Einteilung aber an einigen Stellen im Band III des „Kapital“. Wenn man korrekte Werte berechnen und nicht nur Verhältnisse darstellen will, wie es Marx tat, kommt man um diese Aufteilung auch nicht herum (siehe zum Beispiel oben unter „Organische Zusammensetzung des Kapitals“). Das Verdienst, die besondere Unterscheidung von fixem- und zirkulierendem konstantem Kapital (wieder) entdeckt zu haben, kommt Rosa Luxemburg zu, sie schrieb bereits 1913 in ihrem Werk „Die Akkumulation des Kapitals“:

„Das angegebene konstante Kapital … ist in Wirklichkeit nur ein Teil des von der Gesellschaft angewandten konstanten Kapitals. Letzteres zerfällt in fixes <konstantes Kapital>, – Baulichkeiten, Werkzeuge, Arbeitstiere –, das in mehreren Produktionsperioden mitwirkt, aber in jeder nur mit einem Teil seines Wertes, – im Verhältnis zum eigenen“ [= nicht stofflichen, siehe oben unter „Das Fixe Kapital“] „Verschleiß –, in das Produkt eingeht, und in zirkulierendes <konstantes Kapital>, – Rohstoffe, Hilfsstoffe (Heizungs- und Beleuchtungsstoffe) –, das in jeder Produktionsperiode mit seinem Wert ganz in die neue Ware eingeht.“

Obwohl Adam Smith die Pacht an einer Stelle als zirkulierendes konstantes Kapital darstellte (siehe die Kritik im Artikel Adam Smith), hat er den entscheidenden Schritt zur Aufteilung des konstanten und variablen Kapitals in fixe und zirkulierende Bestandteile nicht getan.

#### Das Zirkulationskapital
Der Begriff stammt von Marx, siehe Band II des „Kapital“:

„Was A. Smith hier als zirkulierendes Kapital bestimmt, ist das, was ich Zirkulationskapital nennen will, Kapital in der dem Zirkulationsprozess, – dem Formwechsel vermittelst des Austausches (Stoffwechsel und Händewechsel) –, angehörigen Form, – also Warenkapital und Geldkapital –, im Gegensatz zu seiner dem Produktionsprozess angehörigen Form, – der des produktiven Kapitals.“

Der Unterschied von „zirkulierendem Kapital“ und „Zirkulationskapital“ besteht darin, dass der Mehrwert anders als der Wert des Arbeitslohns, des Rohmaterials und der Hilfsstoffe in der Wertzirkulation keinen ganzen Kreislauf vollführt (siehe unter „Das zirkulierende Kapital“). Das Zirkulationskapital umfasst daher allein:
1. das angewandte zirkulierende konstante Kapital,
2. das angewandte zirkulierende variable Kapital (ohne den Mehrwert) und
3. das angewandte fixe variable Kapital (zu diesem siehe den letzten Absatz unter „Das fixe Kapital“)

Das fixe konstante Kapital gehört nicht dazu, weil sein Wert nur einmal beim Beginn des Unternehmens angelegt und dann während der Abschreibungszeit kontinuierlich „amortisiert“, das heißt, in Geld zurückverwandelt wird.
Das Zirkulationskapital wird
- in der Produktion angewandt,
- geht mit der produzierten Ware in den Umlauf,
- wandelt im Verkauf seinen Tauschwert in die Geldform um,
- in der es in der (Wert-)Zirkulation zum Unternehmer zurückkehrt,
- der es erneut in der Produktion anwendet (siehe oben) usw. usf.

Es vollführt also innerhalb der Abschreibungszeit des fixen konstanten Kapitals (die den Umschlag des Gesamtkapitals regelt, siehe oben) mehrere Umschläge und in jedem einzelnen Kapitalumschlag eine einfache Reproduktion (siehe unten unter „Die Reproduktion des Kapitals“).

### Lohn und Mehrwert

#### Der Wert der Arbeitskraft (der Arbeitslohn)
Der Wert der Ware Arbeitskraft bemisst sich, wie der Wert aller anderen Waren auch, nach der Arbeitszeit, die zu ihrer Produktion und Reproduktion notwendig ist, also:
1. der Herstellungszeit der Waren, die der Arbeiter zur Erhaltung seines eigenen Lebens braucht (siehe Lohnarbeit und Kapital);
2. der Zeit der Ausbildung seiner konkreten Arbeitskraft;
3. der Herstellungszeit der Waren, die er zur Erhaltung seiner Art braucht und
4. dem Wert der Waren, die durch die Kultur seines Landes und den Stand der Klassenkämpfe als allgemeines Kulturgut in seinen Konsum eingehen.

Der Zeitlohn verschleiert aber ebenso wie der Stücklohn einerseits den Wert der Arbeitskraft als Grundlage des Lohnes, andererseits die Entstehung des Mehrwerts:
- Durch den Zeitlohn entsteht der Eindruck, als werde alle Arbeitszeit des Arbeiters bezahlt und es gebe keine „unbezahlte Mehrarbeit“. Aber abgesehen davon, dass man das Verhältnis von (zur Produktion des Lohnes) „notwendiger-“ und (zur Produktion des Einkommens des Unternehmers) „unbezahlter Mehrarbeit“ auf jede einzelne Zeiteinheit (Stunde, Tag, Woche, Monat) anwenden kann (zum Beispiel: der Arbeiter arbeitet 30 Minuten für seinen Lohn und 30 Minuten für das Einkommen des Unternehmers), wird auch der Stundenlohn auf der Grundlage des für den Arbeiter zum Überleben täglich notwendigen Bedarfs, der vom Staat statistisch durch Warenkörbe ermittelt wird, durch Teilung errechnet.
- Beim Stücklohn entsteht dagegen der Eindruck, der Arbeiter erhielte seine tatsächliche Arbeit bezahlt, während in Wirklichkeit nur der Wert seiner Arbeitskraft durch die von einem durchschnittlichen Arbeiter zu produzierende Anzahl Waren geteilt wird. Erhöht sich dieser Durchschnitt, so wird vom Unternehmer der Preis gesenkt, den der Arbeiter für die einzelne Ware erhält.

Beide Lohnarten beruhen also entgegen ihrem Anschein auf dem Wert der Arbeitskraft. Der Arbeiter erhält demnach nicht die Anwendung der Arbeitskraft, – den Wert seiner Arbeit –, sondern nur den Wert seiner Arbeitskraft bezahlt, er gibt mehr, als er erhält. Da er seine Arbeitskraft aber „als sich äußernde“, das heißt als Arbeit verkauft, stellt sich ihm der Preis der Arbeitskraft „notwendig als Preis der Arbeit“ dar.
Würde der Unternehmer nur den Wert seines Kapitals bezahlt erhalten, so würde er keinen Profit machen. Im Gegensatz zum Arbeiter lässt er sich aber durch den Profit die Anwendung seines Kapitals bezahlen, er erhält mehr als er gibt. Es gilt also nicht für das Verhältnis des Unternehmers zum Arbeiter, wenn Marx in „Grundrisse der Kritik der politischen Ökonomie“ schreibt:

„Als Subjekte des Austausches ist ihre“ [= die der Warenbesitzer, hier: Besitzer der Produktionsmittel und Besitzer der Arbeitskraft] „Beziehung daher die der Gleichheit. Es ist unmöglich, irgendeinen Unterschied oder gar Gegensatz unter ihnen aufzuspüren, nicht einmal eine Verschiedenheit.“

#### Der Mehrwert (das Einkommen des Unternehmers)
Der Mehrwert entsteht nun innerhalb des Produktionsprozesses durch die Anwendung lebendiger Arbeitskraft, denn dabei wird mehr Wert erzeugt, als der Wert der Arbeitskraft beträgt. Wenn ein Arbeiter beispielsweise täglich zehn Stunden für einen Unternehmer arbeitet, entsteht jeden Tag ein Arbeitswert von zehn Stunden (siehe unten unter Neuwert). Damit der Arbeiter dies täglich leisten kann, muss er sich in Gestalt von Waren Lebensmittel kaufen, deren Wert beispielsweise fünf Stunden seiner Arbeitszeit entspricht. Mehr Lohn erhält er nicht für seine zehn Stunden Arbeit, damit er am nächsten Tag wieder arbeiten muss. In diesem Fall arbeitet der Arbeiter einen halben Tag, um den Wert seines eigenen Lohnes zu erzeugen, also bezahlte, „notwendige Arbeit“. Die (in diesem Beispiel) andere Hälfte des Tages arbeitet er dann „unbezahlte Mehrarbeit“ für das Einkommen des Unternehmers. Daher sagt Marx in „Grundzüge der Kritik der politischen Ökonomie“:

„Wenn der Arbeiter nur einen halben Arbeitstag braucht, um einen ganzen zu leben, so braucht er nur einen halben Tag zu arbeiten, um seine Existenz als Arbeiter zu fristen. Die zweite Hälfte des Arbeitstages ist Zwangsarbeit, surplus Arbeit [= Mehrarbeit].“

Der während der unbezahlten Mehrarbeit geschaffene Tauschwert heißt „Mehrwert“. Da er im Produktionsprozess entsteht, besteht er zunächst nicht als Geld, sondern als Wertteil der produzierten Waren. Erst im Verkauf (siehe unten unter „Preisarten“) nimmt er die Geldform an. Marx unterscheidet außerdem zwischen zwei Formen des Mehrwerts:
1. „absoluter Mehrwert“; er wird durch die absolute Dauer der Arbeitszeit bestimmt;
2. „relativer Mehrwert“; er wird durch die relative Teilung des Arbeitstages in notwendige Arbeit und Mehrarbeit bestimmt.

Wird der Anteil der notwendigen Arbeit am Gesamtarbeitstag verkürzt (durch die Erhöhung der Produktivität und der Arbeitsintensität), so erhöht sich der Mehrwert demnach relativ.

#### Die Mehrwertrate
Der während der unbezahlten Mehrarbeitszeit entstehende Wert heißt also „Mehrwert“. Seine Rate, die „Mehrwertrate“, wird durch das Verhältnis von unbezahlter Mehrarbeit zu notwendiger Arbeit oder von Mehrwert zum variablen Kapital errechnet, also:
Dabei ist:
{\displaystyle m'} = Rate des Mehrwerts
{\displaystyle a} = (zur Produktion des Einkommens des Unternehmers) unbezahlte Mehrarbeit
{\displaystyle A} = (zur Produktion des Lohnes) notwendige Arbeit
{\displaystyle M} = Mehrwert (Einkommen des Unternehmers)
{\displaystyle V} = variables Kapital (Lohn des Arbeiters)
Im obigen Beispiel sind das 100 Prozent (fünf Stunden Mehrarbeitszeit bezogen auf fünf Stunden notwendige Arbeitszeit).

### Der Neuwert
Werden einige Waren nun nicht privat, sondern als Arbeitsmittel, Rohmaterial oder Hilfsstoffe (Produktionsmittel) in der Produktion konsumiert, um etwas Neues zu produzieren (siehe unter „Zusammensetzung des Kapitals“), so wird ihr Wert auf die produzierten Waren übertragen und dabei gleichzeitig ein Neuwert (auch „Wertprodukt“ oder „Arbeitswert“ genannt) hinzugefügt, der sich zusammensetzt aus:
1. der gesellschaftlich durchschnittlich zu ihrer Produktion notwendigen Arbeitszeit, ausgedrückt im variablen Kapital V, dem Lohn der Arbeiter, und
2. der unbezahlten Mehrarbeit der Arbeiter (siehe oben unter „Lohn und Mehrwert“), ausgedrückt im Mehrwert M, dem „Gewinn“ des Unternehmers.

Dies wird in Bezug auf die Gesamtmasse des Neuwerts während eines Kapitalumschlages in der Formel dargestellt:
Dabei ist:
{\displaystyle N} = Neuwert
Der Neuwert besteht also technisch betrachtet (vergleiche die technische Zusammensetzung des Kapitals) aus der notwendigen Arbeit und der Mehrarbeit des Arbeiters, die sich wertmäßig (vergleiche die wertmäßige Zusammensetzung des Kapitals) im variablen Kapital (dem Lohn des Arbeitenden) und dem Mehrwert (dem Einkommen des Unternehmers) darstellen. Er entsteht daher ausschließlich aus der gesamten neuen lebendigen Arbeit, während diese in der Produktion der Waren den Wert der in den Produktionsmitteln vergegenständlichten vergangenen toten Arbeit (Maschinen, Rohmaterial und Hilfsstoffe) nur überträgt. Als Formel ausgedrückt besteht die gesamte neu hinzugefügte lebendige Arbeit also aus:
Dabei ist:
{\displaystyle A'} = neu hinzugefügte Gesamtarbeit
{\displaystyle A} = notwendige Arbeit
{\displaystyle a} = Mehrarbeit

### Profit und Profitarten
Über die Bedeutung des Profits für das Kapital schreibt Thomas Joseph Dunning in „Trades’ Unions and strikes: their philosophy and intention“:
„Das Kapital hat einen Horror vor <der> Abwesenheit von Profit oder sehr kleinem Profit, wie die Natur vor der Leere. Mit entsprechendem Profit wird Kapital kühn. Zehn Prozent sicher, und man kann es überall anwenden; 20 Prozent, es wird lebhaft; 50 Prozent, positiv waghalsig; für 100 Prozent stampft es alle menschlichen Gesetze unter seinen Fuss; 300 Prozent und es existiert kein Verbrechen, das es nicht riskiert, selbst auf <die> Gefahr des Galgens.“
Während die klassische Ökonomie durchgängig Mehrwert und Profit als gleichbedeutend ansah und daher nur von „Profit“ sprach (vergleiche oben unter „Kritik der politischen Ökonomie“ den 1. Punkt von „Die Neuerungen gegenüber der klassischen Ökonomie“), unterschied Marx diese beiden Begriffe konsequent:
- „Mehrwert“ bezeichnet nach Marx den Gewinn auf den gezahlten Lohn bezogen,
- „Profit“ diesen gleichen Gewinn auf das gesamte ursprünglich angelegte Kapital (siehe oben unter „Ursprünglich angelegtes Kapital“) bezogen.

#### Der allgemeine Profit
Der Mehrwert ist zwar die eigentliche Grundlage, aber unter den gegebenen Verhältnissen ein abstrakter Wert. Der Unternehmer interessiert sich nicht dafür, dass allein die lebendige Arbeitskraft sein Einkommen produziert. Er betrachtet es als ein „verdientes Entgelt“ für das „Geschäftsrisiko“ und als „Zinsen“ auf sein ursprünglich angelegtes Kapital. Daher spricht J. B. Say in Bezug auf den Kapitalprofit auch nur von „Zins“, was ihm Marx im Band III des „Kapital“ vorwirft. Es besteht allerdings ein gewaltiger Unterschied zu den Zinsen, die eine Bank auf ihre Einlagen zahlt: Diese gelten für ein Jahr („per annum“, abgekürzt p. a.), die „Zins“ genannten Kapitalprofite aber für einen einzigen Kapitalumschlag! Innerhalb eines Jahres schlagen die meisten Kapitale aber mehrmals um. Die Unternehmer begnügen sich also keineswegs mit „banküblichen Zinsen“. Jedenfalls beziehen sie aus diesem Grund auch die Mehrwertmasse nicht auf den gezahlten Lohn, sondern auf ihr jeweiliges ursprünglich angelegtes Kapital:
„Der Kapitalist erwartet gleichen Vorteil“ [= Profit] „auf alle Teile des Kapitals, die er vorstreckt“ [= ursprünglich anlegt].
Marx spricht zwar im Band III des „Kapital“ davon, dass der Profit „auf das zu ihrer [= der Ware] Produktion angewandte … Kapital“ aufgeschlagen wird, wobei er aber (an der in dem Zitat durch Punkte gekennzeichneten Stelle) hervorhebt, dass darunter nicht nur „das in ihrer Produktion konsumierte“ Kapital verstanden werden soll. Was er damit meint, zeigt sein Beispiel am angegebenen Ort auf S. 168: Der Profit wird auf das ursprünglich angelegte (also nicht nur auf das angewandte) Kapital berechnet und die Profitmasse auf das angewandte Kapital aufgeschlagen (also nur für einen Kapitalumschlag!), um dann durch die Menge oder Masse der produzierten Ware dividiert deren Produktionspreis zu ergeben.
Andererseits entsteht bei der Berechnung der Profitrate zusätzlich auch dann ein Unterschied, wenn das variable Kapital nicht vorher angelegt worden ist (siehe oben unter „Das angelegte Kapital“). Dann bestünde das ursprünglich angelegte Kapital nur aus dem ursprünglich angelegten konstanten Kapital, nicht aus variablem und konstantem Kapital. Da sich niemand an dieser Praxis zu stören scheint (nicht einmal Arbeiter, die beim Konkurs des Unternehmens ihren Lohn verloren, verklagten ihren Unternehmer wegen Unterschlagung), kontrolliert auch niemand, ob dieser nicht angelegte, sondern nur angewandte Teil des Kapitals bei der Berechnung der Profitrate auch dem ursprünglich angelegten Kapital zugerechnet wird.
Als Formel ergibt sich aber allgemein, ohne Berücksichtigung, welches Kapital der Berechnung der Profitrate zugrunde gelegt wird:
Dabei ist:
{\displaystyle p'} = Rate des Profits
{\displaystyle M} = Masse des Mehrwerts
{\displaystyle C} = allgemein Kapital
Das drückt natürlich die prozentuale Rate hinunter (besonders, wenn unter dem allgemeinen Kapital nicht das angewandte, sondern das ursprünglich angelegte Kapital verstanden wird), sodass die Annahme einer Mehrwertrate von 100 Prozent eher geschmeichelt als übertrieben ist.
Außerdem kommt es aufgrund der unterschiedlichen Produktionspreise (siehe unten unter „Preisarten“) und Umlaufkosten (siehe dazu unten unter „Pacht“ und vergleiche unter „Zins“) zu einer Umverteilung des Mehrwerts, so dass im Einzelfall die Profitmasse nicht gleich der Mehrwertmasse ist. Nach Marx erfolgt dasselbe durch die Entstehung der Durchschnittsprofitrate und des Durchschnittsproduktionspreises,

#### Der besondere Profit (Kapitalprofit)
Der Profit im engeren Sinne bezeichnet den Profit eines Geschäftskapitals beliebiger Art: Landwirtschaft, Gewerbe, Handel, Dienstleistungen, Industrie, Banken (bei letzteren soweit es ihren Gesamtprofit betrifft). Der besondere Profit (Kapitalprofit) unterscheidet sich von den anderen Profitarten dadurch, dass er von dem jeweiligen Geschäftskapital produziert wird, während die anderen Profitarten nur Abzüge von ihm sind. Deshalb wird er von Sir James Steuart als „positiver Profit“ bezeichnet (siehe das Zitat unten unter „Die Zentralisation des Kapitals“).

#### Der Handelsprofit
Marx hatte den Profit des Handelskapitals als Abzug vom Profit des produzierenden Kapitals aufgefasst:
„Das Kaufmannskapital schafft daher weder Wert noch Mehrwert, das heißt nicht direkt“ [sondern erhöht nur indirekt den Mehrwert des produzierenden Kapitals].
Was Marx hier meint, ist die Tatsache, dass das „Kaufmannskapital“ keine Waren produziert und daher dem materiellen gesellschaftlichen Reichtum nichts hinzufügt. Dies bedeutet aber nicht, dass es gar keinen Mehrwert erzeugt, wie er im Folgenden behauptet:
„Da das Kaufmannskapital selbst keinen Mehrwert erzeugt, ist klar, daß der Mehrwert, der in der Form des Durchschnittsprofits auf es entfällt, einen Teil des von dem gesamten produzierenden Kapital erzeugten Mehrwerts bildet.“
Marx sieht also keine Produktion von Mehrwert beim Handelskapital, während er der Dienstleistung des zwischen Produktion und Handel stattfindenden Transports die Hinzufügung von Neuwert und damit von Mehrwert zu den Waren zuerkannte:
„Aber der Gebrauchswert von Waren verwirklicht sich nur in ihrer Konsumtion, und ihre Konsumtion mag ihre Ortsveränderung nötig machen, also den zusätzlichen Produktionsprozeß“ [!der wie beim Handelskapital in einer Dienstleistung besteht!] „der Transportindustrie. Das in dieser angelegte produktive Kapital setzt also den transportierten Waren teils durch <die> Wertübertragung von den Transportmitteln, teils durch <den> Wertzusatz vermittelst der Transportarbeit Wert <zum Tauschwert> hinzu. Dieser letztere Wertzusatz zerfällt, – wie bei aller kapitalistischen Produktion –, in <den> Ersatz von Arbeitslohn und in <den> Mehrwert.“
Schon in der klassischen bürgerlichen Ökonomie ist aber dieser Marx’schen Sicht (dem Handelskapital abzusprechen, was er dem Transportkapital zugestand) widersprochen worden, weil auch das Handelskapital ein eigenständiges Kapital sei, dessen Angestellte genauso Mehrwert produzierten wie die Arbeiter im produzierenden Gewerbe oder der Industrie, siehe z. B. S.P. Newman:
„Bei den bestehenden wirtschaftlichen Einrichtungen der Gesellschaft ist die eigentliche Verrichtung des Kaufmanns … eine Transaktion“ [= ein Geschäft], „die sowohl den ökonomischen Prozeß der Gemeinschaft erleichtert als auch den Waren, mit denen sie vollzogen wird, Wert zusetzt. … denn dieselben Waren sind in den Händen der Konsumenten mehr wert als in den Händen der Produzenten“ [gemeint ist: sie sind für den Konsumenten teurer, als sie der Produzent dem Händler verkauft, weil dieser ihnen Neuwert hinzufügt, was Marx anders auffasste].
Der Handelsprofit würde aus dieser Sicht zum besonderen Profit (Kapitalprofit) zählen.

#### Die Pacht/Bodenrente
Die Pacht – von Seiten des Verpächters Bodenrente oder kurz „Rente“ – bezeichnet eine Abgabe, die dem „Eigentümer“ eines Grundstückes für dessen Nutzung gezahlt werden muss. Sie war ursprünglich ein Abzug vom Profit des pachtenden Unternehmens, wie noch Ricardo meinte, der sie beklagte als einen
„parasitären Abzug vom gesellschaftlichen Gesamtprodukt zu Lasten des Profits.“
Jedoch hatte bereits Adam Smith bei seiner Untersuchung der Verhältnisse der Kapitalteile festgestellt, dass die Pacht zumindest teilweise als „ideeller Hilfsstoff“ dem zirkulierenden konstanten Kapital hinzugefügt wurde (siehe Adam Smith Abschnitt Kritik), eine Praxis, die später Bestandteil der „Produktionsfaktorentheorie“ von J. B. Say wurde. Nach Says Theorie bilden Kapital, Boden und Arbeit gleichberechtigte „Faktoren der Produktion“ (das heißt, sie gehen gleichberechtigt in das produktive Kapital ein) und werden durch Zins (im Sinne von Kapitalprofit), Rente und Lohn für dieses ihr Zusammenwirken „entschädigt“.
Auch in der Sowjetunion unter Stalin wurde die Pacht als Teil des angewandten Kapitals und nicht als Abzug vom Profit (des Staates) betrachtet, siehe J. W. Stalin in der Prawda Nr. 60 vom 2. März 1930:
„Im landwirtschaftlichen Artel sind die wichtigsten Produktionsmittel, hauptsächlich die der Getreidewirtschaft, vergesellschaftet: Arbeit Bodennutzung“ [= Pacht] „Maschinen und sonstiges Inventar, Arbeitsvieh, Wirtschaftsgebäude.“
Inwieweit die Pacht im konkreten Fall dem zirkulierenden konstanten Kapital zugerechnet werden kann, richtet sich danach, inwieweit sich dadurch der Warenpreis (siehe unten unter „Verkaufspreis“) gegenüber der Konkurrenz erhöhen würde, was zum Verlust von Marktanteilen und zum Unterliegen in der Konkurrenz führen könnte. In diesem Fall müsste die Pacht immer noch als Abzug vom Profit behandelt und zu den „Umlaufkosten“ gezählt werden.

#### Der Zins
Der Zins bezeichnet den Profit auf geliehenes Geld. Er bildet also im Wesentlichen einen Teil des Gesamtprofits der Banken. Leiht sich ein Kapital Geld, um gegenüber der Konkurrenz einen Vorteil zu erlangen, so kann es die Zinsen nur in dem Maße dem zirkulierenden konstanten Kapital zuschlagen, wie es damit seine Ware nicht gegenüber der Konkurrenz verteuert, andernfalls müssen sie den Umlaufkosten zugeschlagen und vom eigenen Profit abgezogen werden (siehe oben zur Pacht). Wenn es allerdings um so große Beträge geht und der Wirtschaftszweig so lukrativ ist, dass die Bank Einfluss auf die Geschäfte des Unternehmens nehmen will (siehe Relationship Banking), wird aus dem privaten Unternehmen eine Aktiengesellschaft gebildet, bei der die Bank im Aufsichtsrat vertreten ist und die Firmenpolitik mitbestimmt.
In seinem Brief an Engels vom 5. März 1858 zitiert Marx die „Durchschnittsillustration“ einer Garnspinnerei aus dem ersten Bericht der Fabrikkommissare, der in dieser Hinsicht sehr interessant ist:
„Fixes Kapital in Gebäuden und Maschinen ........... 10000 £
Zirkulierendes Kapital ............................................ 7000 £
.. 500 £ Zinsen für 10000 £ fixes Kapital
+ 350 £ dito für 7000 £ zirkulierendes Kapital
+ 150 £ Rente, Steuern, Abgaben
= 1000 £
+ 650 £ Amortisation von 6 {\displaystyle \textstyle {\frac {1}{2}}} Prozent des fixen Kapitals
= 1650 £
+ 1100 £ Nebenausgaben (?), Fracht, Kohle, Öl
= 2750 £
+ 2600 £ Löhne und Gehälter
= 5350 £
+10000 £ für etwa 400000 Pfund Rohbaumwolle zu 6 Pence
=15350 £
..16000 <£> für 363000 Pfund gesponnenes Maschinengarn. Tauschwert 16000 <£>. Profit 650 <£> oder etwa 4,2 Prozent.“
In diesem „durchschnittlichen“ Beispiel hat die Spinnerei also kein Eigenkapital, sondern arbeitet mit geliehenem Geld. Der Zins für das fixe und zirkulierende Kapital wird aber ebenso wie Rente, Steuern und Abgaben zu dieser Zeit schon zum angewandten Kapital gerechnet, statt sie am Ende vom Profit abzuziehen (es wird also die „Produktionsfaktorentheorie“ von J. B. Say angewandt). Die tatsächlichen Produktionskosten betragen nicht 15.350 £, sondern nur 14.350 £, abgezogen von den 16000 £ Tauschwert des gesponnenen Maschinengarns ergibt eine Mehrwertmasse von 1.650 £, also eine Mehrwertrate von rund 63,5 Prozent und eine tatsächliche (Brutto) Profitrate von 11,5 Prozent. Davon müssten nun die 1.000 £ (500 £ + 350 £ + 150 £) für Zinsen, Rente, Steuern und Abgaben abgezogen werden. Daraus ergäben sich die angegebenen 650 £ Profitmasse und die (Netto) Profitrate von rund 4,5 Prozent (die Angabe von 4,2 Prozent Profit ergibt sich, wenn dieser Rechnung die Produktionskosten von 15350 £ zugrunde gelegt werden).
Dagegen erhält die Bank für jedes der beiden (auf verschiedene Zeiten zu leihenden) geliehenen Kapitale je 5 Prozent Zinsen, insgesamt 850 £ der gesamten Mehrwertmasse von 1650 £, also mehr als die Hälfte. Zählt man noch Rente, Steuern und Abgaben hinzu, so verbleiben dem Produzenten nur rund 39,4 Prozent des Profits. Daraus erklärt sich das Interesse des Garnproduzenten, diese Last den Käufern des Garns aufzuladen, um in den vollen Genuss des eigenen Profits zu gelangen. Da er diese Ausgaben dem angewandten Kapital hinzuzählte, wurden sie ihm über den Verkauf „zurückerstattet“, die Angabe seiner Profitrate mit 4,2 Prozent war also ein Betrug an den Fabrikkommissaren.

#### Der Extraprofit („Surplusprofit“)
Außer dem „normalen“ Profit kann ein Unternehmen auch einen „Extraprofit“ erzielen, der auf mannigfaltige Ursachen zurückzuführen sein kann:
1. Dadurch, dass das konstante Kapital besonders klein ist (z. B. Rohmaterial und Hilfsstoffe besonders günstig eingekauft werden können).
2. Dadurch, dass die Umschlagszeit des Kapitals besonders kurz ist (durch das Verkürzen der zur Herstellung einer Ware notwendigen Produktionszeit oder durch das Verkürzen der Zirkulationszeit der produzierten Ware und ihres Wertes)
3. Dadurch, dass das Unternehmen eine Monopolstellung (gleich: ständigen Extraprofit) besitzt oder mehrere Großunternehmen ein Kartell bilden (z. B. Ölkonzerne).[90]
4. Dadurch, dass auf den Tauschwert ein ideeller Wert aufgeschlagen wird, das heißt, es wird durch Meinungsforschung untersucht, was eine bestimmte Ware einer „Zielgruppe“ wert ist. Dann wird die Ware zu einem Preis verkauft, der über dem Produktionspreis (siehe unten unter „Preisarten“) und über dem Marktpreis (siehe unten am angegebenen Ort) liegt. Dadurch verschwindet der Tauschwert praktisch unter dem ideellen Wert und die „Wertsubstanz“ und das „Wertmaß“ (siehe oben unter „Tauschwert und Gebrauchswert“) können geleugnet werden. Dies wird insbesondere durch die subjektivistische [= auf den Käufer, nicht auf die Ware bezogene] Wertlehre der „Grenznutzentheorie“ gefördert.[91]

- Außerdem dadurch, dass

1. die Lohnkosten verringert werden (z. B. weniger Arbeitskräfte angewandt werden oder den Arbeitern Zugeständnisse abgenötigt werden oder in „Billiglohnländern“ produziert wird oder durch überdurchschnittliche Arbeitsproduktivität) oder dass
2. die Arbeitszeit über den gesellschaftlichen Durchschnitt verlängert wird (z. B. durch unbezahlte Überstunden).

In diesen Fällen handelt es sich um einen Extramehrwert.
All diese unterschiedlichen Methoden lassen sich in dem gemeinsamen Punkt zusammenfassen, dass der Extraprofit immer durch den Verkauf der Waren über ihrem eigenen, aber unter dem Durchschnittsproduktionspreis, also über ihrem Tauschwert, entsteht.

### Tendenzieller Fall der Profitrate
Siehe ausführlicher Artikel unter Gesetz des tendenziellen Falls der Profitrate
Nach der Arbeitswertlehre kann nur Lohn-Arbeit entsprechend ihrer Arbeitszeit Wert (nämlich Gebrauchswert und Tauschwert) einschließlich Mehrwert schaffen. Rohmaterial und Hilfsstoffe einerseits und Landbesitz, Bauten und Maschinen andererseits übertragen ihren Wert nur auf die Ware. Durch die Gewinnorientierung im kapitalistischen Produktionsprozess wird der „relative“ und „absolute Mehrwert“ gesteigert, indem die Arbeitsproduktivität [= Arbeitsergebnis je Arbeiter], damit zugleich die „Arbeitsintensität“ erhöht wird. Dies geht in der Regel damit einher, dass die Produktivkraft der Arbeit [= Maschinerie je Arbeiter] durch den Einsatz von Maschinen erhöht wird. Eine andere Möglichkeit wäre die Entlassung von Arbeitern. Auf jeden Fall steigt dabei wenn nicht auch der Einsatz von Maschinen, so zumindest der Verbrauch an Material je Arbeiter, also die „technische Zusammensetzung des Kapitals“ (siehe oben unter „Technische Zusammensetzung des Kapitals“). Eine andere Methode zur Erhöhung des „absoluten Mehrwerts“ wäre die Verlängerung der Arbeitszeit.
Wenn nun Maschinen Lohnarbeiter verdrängen oder weniger Arbeiter dieselben Maschinen bedienen, wird im Verhältnis zum Wert der eingesetzten Maschinen insgesamt weniger Wert der Arbeitskraft angewandt und dadurch auch anteilsmäßig weniger Mehrwert geschaffen. Daraus schließt Marx im Anschluss an Ricardo, dass (unter der Voraussetzung des Verkaufs der Waren zu ihrem Wert!) auf lange Sicht gesamtwirtschaftlich der Gewinn im Verhältnis zum eingesetzten Kapital (die „Profitrate“) „tendenziell“ fallen müsse, daher der Begriff „tendenzieller Fall der Profitrate“. Dabei spielt es keine Rolle, dass dabei die Masse des Profits wachsen kann, weil sich dadurch nichts an der grundsätzlichen Tendenz ändert. Marx führt allerdings im Band III des Kapital einige Gegentendenzen an:
1. Die Erhöhung der Mehrwertrate durch Erhöhung des relativen Mehrwerts (siehe oben unter „Lohn und Mehrwert“).[93]
2. Das Herabdrücken des Arbeitslohns unter seinen Wert.[94]
3. Die Verbilligung der Bestandteile des konstanten Kapitals.[95]
4. Die relative Überbevölkerung, das heißt, die Arbeitslosen.[96]
5. Der auswärtige Handel, speziell mit ökonomisch weniger weit entwickelten Ländern.[97]
6. Die Zunahme des Aktienkapitals, weil dieses nicht in die Ausgleichung der allgemeinen Profitrate eingehe.[98]
7. Das beständige Nebeneinander alter und neuer Produktionsweisen in der Gesellschaft, das den Fall der Profitrate gesellschaftlich bremst.[99]

Über die Bedeutung des Gesetzes des tendenziellen Falls der Profitrate sagt Marx am angegebenen Ort:
„Aber bei der grossen Wichtigkeit, die dieses Gesetz für die kapitalistische Produktion hat, kann man sagen, dass es das Mysterium bildet, um dessen Lösung sich die ganze politische Ökonomie seit Adam Smith dreht, und dass der Unterschied zwischen den verschiedenen Schulen seit A. Smith in den verschiedenen Versuchen zu seiner Lösung besteht.“
Bei der Auseinandersetzung (auch zwischen marxistischen Wirtschaftswissenschaftlern) um dieses Gesetz wird der Anstieg der technischen Zusammensetzung des Kapitals (die von der bürgerlichen Ökonomie in der Form der Kapitalintensität [= das Verhältnis des eingesetzten Gesamtkapitals zur Anzahl der Arbeitsplätze] gesehen wird) im Allgemeinen als empirische Tatsache nicht bestritten. Damit steigt auch die „organische Zusammensetzung“, legt man die Definition von Marx im Band I des Kapitals zugrunde. Die Auseinandersetzung konzentriert sich auf die Frage, ob auch die „Wertzusammensetzung des Kapitals“ steigen muss, wo doch der Zweck der ganzen Übung die Steigerung der Arbeitsproduktivität ist, so dass der Wert aller Waren, auch der Produktionsmittel, laufend sinkt. Theoretisch – so die Kritiker – kann dies wertmäßig den Anstieg der technischen Zusammensetzung ausgleichen, wenn nicht sogar überkompensieren. Diese theoretische Möglichkeit hat Marx im Band III, den er nicht mehr selbst vollenden konnte, hier und da eingeräumt, aber – so wenigstens die Kritiker – nie ganz zu Ende erörtert. Heutige gleichgewichtige Wachstumsmodelle beinhalten eine wechselseitige Aufhebung der verschiedenen Wirkungen, weshalb es im Allgemeinen nicht zu einem Fall der Profitrate kommt oder kommen muss.

### Die Reproduktion des Kapitals

#### Die einfache Reproduktion des Kapitals
Das „Amortisierte Kapital“ ermöglicht es dem Unternehmer, sein Geschäft am Ende der Abschreibungszeit durch Ankauf der gleichen Gebäude und Maschinen auf der gleichen Entwicklungsstufe wie bisher zu betreiben und den gesamten Mehrwert bzw. Profit privat zu verbrauchen. Dies nennt Marx die „einfache Reproduktion des Kapitals“. In Bezug auf ein Gesamtkapital sah er sie allerdings bestenfalls als Ausnahme an, siehe seine Aussage im Band II des „Kapital“:
„Die einfache Reproduktion auf gleichbleibender Entwicklungsstufe erscheint insofern als eine Abstraktion, als
- einerseits auf <der> Grundlage <der> kapitalistischen <Produktion> <die> Abwesenheit aller Akkumulation oder Reproduktion auf <einer> erhöhten Entwicklungsstufe eine befremdliche Annahme ist,
- andererseits die Verhältnisse, unter denen produziert wird, in verschiedenen Jahren nicht absolut gleich bleiben (und dies ist <bei der einfachen Reproduktion> vorausgesetzt).“

So fasste auch Rosa Luxemburg die einfache Reproduktion auf, indem sie schrieb:
„Das Mangelhafte des Schemas der einfachen Reproduktion liegt auf der Hand: Es legt die Gesetze einer Reproduktionsform dar, die unter kapitalistischen Produktionsverhältnissen nur als gelegentliche Ausnahme stattfinden kann.“
Beide gingen jedoch nicht darauf ein, dass die einfache Reproduktion nicht nur das Gesamtkapital betrifft (in diesem Zusammenhang ist sie in der Marktwirtschaft tatsächlich die Ausnahme), sondern auch die Kapitalteile des fixen konstanten Kapitals (bei dem die Amortisation eine einfache Reproduktion bildet) und des Zirkulationskapitals (das mit jeder Zirkulation eine einfache Reproduktion ausführt). Ersteres scheint Marx zumindest anzudeuten, wenn er schreibt:
„Indes bildet die einfache Reproduktion, soweit <eine> Akkumulation stattfindet, stets einen Teil derselben, kann also für sich betrachtet werden und ist ein realer Faktor der Akkumulation.“

#### Die erweiterte Reproduktion des Kapitals
Von der einfachen Reproduktion unterscheidet Marx die „erweiterte Reproduktion des Kapitals“, das heißt: Das Kapital wird auf eine höhere Entwicklungsstufe gehoben, indem
1.) der Unternehmer einen Teil des Mehrwerts bzw. Profits nicht als privates Einkommen verwendet, sondern zur Erweiterung seines Geschäfts. Diesen Teil des nicht zum privaten Verbrauch bestimmten Mehrwerts bzw. Profits nennt Marx „Akkumulationskapital“. Es bildet die erste Stufe der Akkumulation [= Anhäufung, in diesem Fall: Ansparen], die Akkumulation von Mehrwert bzw. Profit.

In der die erweiterte Reproduktion des Kapitals vorbereitenden Warenproduktion
„… erscheint der Schatz als <eine> Form des Geldkapitals und die Schatzbildung als ein Prozess, der die Akkumulation des Kapitals vorübergehend begleitet,
- weil und sofern das Geld hier als latentes Geldkapital wirkt;
- weil die Schatzbildung, – der Schatzzustand des in Geldform vorhandenen Mehrwerts –, ein außerhalb des Umschlags des Kapitals vorgehendes, zweckbestimmtes Vorbereitungsstadium für die Verwandlung des Mehrwerts in wirklich fungierendes Kapital ist.“

2.) Die zweite Stufe ist die Akkumulation von Kapital zum akkumulierten Kapital zwecks Erweiterung des Geschäfts.
Über die gesellschaftliche Bedeutung der erweiterten Reproduktion sagt Marx in „Grundrisse der Kritik der politischen Ökonomie“, ohne die Akkumulation von Kapital
„… kann das Kapital nicht die Grundlage der Produktion bilden, da es stagnant“ [= gleichbleibend] „bliebe und kein Element des Fortschritts <wäre>, <der> schon durch das blosse Wachsen der Bevölkerung etc. nötig <ist>.“
Dabei unterscheidet Marx grundsätzlich zwei Formen dieser Erweiterung der Reproduktion des Kapitals:

#### Die Konzentration des Kapitals
Die „Konzentration“ bezeichnet die Vergrößerung des eigenen Firmenkapitals C durch das Akkumulationskapital c zum akkumulierten Kapital C', also:
Die Konzentration kann sich in zwei verschiedenen Erscheinungen zeigen:
1. als Erhöhung der technischen Entwicklungsstufe eines vorhandenen Kapitals (Investition in „Rationalisierung und technischen Fortschritt“) und/oder
2. als Ausdehnung im Umfang der Produktion („Erweiterungsinvestition“).

Die erste Form ist dabei die Regel, die zweite die Ausnahme.
- Die erste Form entscheidet über das „Wirtschaftswachstum“ und Überleben in der Konkurrenz,
- die zweite über die Höhe des Profits und die schnellste Akkumulation, in Ausnahmefällen auch über Marktanteile.

#### Die Zentralisation des Kapitals
Die „Zentralisation“ bezeichnet, allgemein gesagt, das Anwachsen eines Kapitals durch den Zusammenschluss mit einem oder mehreren anderen Kapitalen. Zu unterscheiden sind dabei zwei Formen:
1. die Unterwerfung anderer, bereits vorhandener Kapitale (die sogenannte „feindliche Übernahme“). In diesem Fall wird das Akkumulationskapital (siehe oben unter „Die erweiterte Reproduktion des Kapitals“) zum Ankauf anderer, bereits vorhandener Kapitale angewandt, also:
Dabei wird das Kapital {\displaystyle C_{2}} und die folgenden durch das Akkumulationskapital {\displaystyle c} gekauft.
2. die freiwillige Vereinigung zweier oder mehrerer Unternehmen im gegenseitigen Einverständnis (die „Fusion“). In diesem Fall muss kein Kapital dafür aufgewendet werden, denn es handelt sich in der Regel um den Zusammenschluss zweier in der Konkurrenz unterlegener Unternehmen, die so länger überleben wollen.
Die Zentralisation führt praktisch immer zu Rationalisierungen, die den Konzern dann noch überlebensfähiger machen. In jedem Fall ist die Zentralisation
- am Anfang der Schritt vom einzelnen Unternehmen zum „Konzern“,
- bei bestehenden Konzernen der Schritt zum globalen Konzern
- mit dem letztendlichen Ziel eines einzigen Weltkonzerns [daher: „Imperialismus“ = Streben nach Weltherrschaft ].

Diese Akkumulationsformen des Kapitals entsprechen ihrem Wesen nach den drei Kategorien, die Sir James Steuart bereits rund zehn Jahre vor Adam Smith als „Profitarten“ unterschied. Deren beide erste Arten nannte er „positiver Profit“ und „relativer Profit“ und schrieb:
„Positiver Profit bedeutet für niemanden einen Verlust; er entspringt aus einer Vermehrung der Arbeit, Industrie oder Geschicklichkeit und hat den Effekt, den gesellschaftlichen Reichtum zu vermehren oder anzuschwellen.“
Das entspricht dem allgemeinen Profit auf ein Geschäftskapital, als „Investitionsart“ (also Verwendungsart des Profits) aber der Konzentration, der Erweiterung der Produktion
- auf gegebener technischer Grundlage, also einem alleinigen Anwachsen des zirkulierenden konstanten und des variablen Kapitals
- oder auf höherer technischer Entwicklungsstufe (einem Anwachsen des zirkulierenden konstanten und des fixen konstanten Kapitals und/oder Verringern des variablen Kapitals).

Im Gegensatz dazu sagt er aber vom relativen Profit:
„Relativer Profit bedeutet für irgend jemanden einen Verlust; er zeigt ein Schwanken im Gleichgewicht des Reichtums zwischen den Beteiligten an, schließt aber keinen Zuwachs zum Gesamtfonds“ [= des gesellschaftlichen Reichtums] „ein.“
Das entspricht dem Spekulationsprofit (hauptsächlich an der Börse), als Investitionsart aber der Zentralisation. Marx schreibt über die Zentralisation:
„Dies ist nicht mehr <die> einfache-, mit der Akkumulation identische Konzentration von Produktionsmitteln und <des> Kommandos über <die> Arbeit. Es ist <die> Konzentration bereits gebildeter Kapitale, -<die> Aufhebung ihrer individuellen Selbständigkeit, -<die> Enteignung von Kapitalisten durch Kapitalisten, -<die> Verwandlung vieler kleiner in wenige größere Kapitale. Dieser Prozeß unterscheidet sich von dem ersten dadurch, daß er nur <die> veränderte Verteilung der bereits vorhandenen und funktionierenden Kapitale voraussetzt, sein Spielraum also nicht durch das absolute Wachstum des gesellschaftlichen Reichtums oder die absoluten Grenzen der Akkumulation beschränkt ist. Das Kapital schwillt <dabei> hier in einer Hand zu großen Massen <an>, weil es dort in vielen Händen verlorengeht. Es ist die Zentralisation im Unterschied zur Akkumulation und Konzentration.“
Marx stellt allerdings die Zentralisation ansonsten selbst nur als eine besondere Form der Akkumulation von Kapital dar, die insofern also auch mit ihr identisch ist. Die Zentralisation findet zunächst (solange die Banken nicht ins Spiel kommen) ihre Grenze ebenfalls im akkumulierten Mehrwert, schließlich aber in der Ausdehnung der Produktion und Verteilung der Waren auf den gesamten Weltmarkt.
Als dritte Form nennt Steuart noch die Mischung aus beiden Hauptformen, von denen er sagt, sie könnten „in ein und demselben Geschäft untrennbar vorhanden sein.“
- Fasst man diese Aussage eng auf, so würde dies bedeuten, dass das Unternehmen seine Waren sowohl zum Durchschnittsproduktionspreis verkauft als auch auf ein Steigen der Verkaufspreise oder ein Fallen der Einkaufspreise spekuliert. In Bezug auf die Investitionen eines Unternehmens würde das bedeuten, dass sie zum Beispiel gleichzeitig für die Modernisierung der eigenen Maschinerie- und die Übernahme in Konkurs gegangener- oder vom Konkurs bedrohter Konkurrenten verwendet werden.
- Bei einer weiter gefassten Deutung würde sich die Aussage Steuarts auf das Schwanken des Produktionspreises der eigenen Waren unter und über den Durchschnittsproduktionspreis beziehen. In Bezug auf die Investitionen auf den ständigen Wechsel von Konzentration und Zentralisation (siehe unten).

Beide Deutungsarten sind möglich, doch bildet die erste eher die Ausnahme von der in der zweiten Deutung dargestellten Regel.
Die Höhe des im Akkumulationsfonds aufgesparten Mehrwerts bzw. Profits (das heißt: der Anteil des für die Verwandlung in Kapital bestimmten Profits im Verhältnis zu dem für das persönliche Einkommen des Unternehmers bestimmten Profit) und seine Verwendungsart entscheiden darüber, ob ein Unternehmen in der Konkurrenz siegt oder unterliegt.

### Die Konkurrenz
Die Konkurrenz ist eines der wichtigsten Gesetze der marktwirtschaftlichen (kapitalistischen) Produktion. Sie ist nicht nur ein Instrument zur Verdrängung von Konkurrenten und damit der Zentralisation des Kapitals, sondern unter diesen Bedingungen auch der Antrieb des technischen Fortschritts und damit der Entwicklung der Gesellschaft, vergleiche dazu schon die anonyme Schrift „The Advantages of the East-India Trade to England“:
„Wenn mein Nachbar billig verkaufen kann, indem er mit wenig Arbeit viel herstellt, muss ich danach trachten, ebenso billig wie er zu verkaufen. So erzeugt jede Kunst, jedes Verfahren oder jede Maschine, die mit der Arbeit von weniger Arbeitern und infolgedessen billiger arbeitet, bei anderen eine Art Zwang und einen Wettbewerb, entweder dieselbe Kunst, dasselbe Verfahren oder dieselbe Maschine anzuwenden, oder etwas Ähnliches zu erfinden, damit alle auf <dem> gleichen Stand seien und keiner seinen Nachbarn unterbieten könne.“
Die Konkurrenz entsteht durch:
1. die Planlosigkeit („Anarchie“) der Produktion einerseits und
2. die Begrenztheit des Marktes einer bestimmten Ware andererseits.

Die Anarchie der Produktion bewirkt, dass jedes Unternehmen soviel produziert, wie es kann, siehe dazu schon den „Utopischen Sozialisten“ (auch „Frühsozialisten“ genannt) Saint-Simon, von dem Marx diesen Begriff und einige seiner Ideen übernahm:
„Die heutige Anarchie in der Produktion, die der Tatsache entspringt, dass sich die ökonomischen Beziehungen ohne einheitliche Regelung abwickeln …“
Die Begrenztheit des Marktes bedeutet aber, dass die Nachfrage für eine bestimmte Ware begrenzt ist, da sie sich nach dem Bedürfnis nach deren Gebrauchswert richtet, siehe Marx in „Grundrisse der Kritik der politischen Ökonomie“:
„Als Gebrauchswert hat das Produkt daher in sich selbst eine Grenze, eben die Grenze des Bedürfnisses danach, die aber nicht am Bedürfnis des Produzenten, sondern nun <an> dem Gesamtbedürfnis der Austauschenden gemessen wird.“
Es wird also mehr produziert, als gebraucht wird und dies führt dazu, dass die Unternehmen um den Absatz ihrer Waren konkurrieren. Diese Konkurrenz um den Absatz wird zunächst in Form eines Preiskampfes geführt (auf einer höheren Ebene ist dies auch eine Ursache für Kriege), der die Unternehmen „bei Strafe ihres Untergangs“ zwingt, so billig wie möglich zu produzieren. Das führt aber dazu, die Produktionstechnik immer weiterzuentwickeln, um das Interesse der Unternehmen an der Verbilligung der Produktion zu befriedigen. Die Art der Verwendung des Akkumulationskapitals (siehe oben unter „Die erweiterte Reproduktion des Kapitals“) ist dabei von der Form der Konkurrenz selbst abhängig. Marx unterschied daher zwei Grundformen der Konkurrenz:
1.) Die Konkurrenz innerhalb eines Produktionsbereiches (bei Marx noch: um Marktanteile, siehe aber unten). Diese erste Grundform teilt sich aber noch einmal in zwei Arten der Konkurrenz auf, die den beiden Grundformen entsprechen, nämlich:
1a) Die Konkurrenz innerhalb eines Produktionsbereiches um den höchsten Profit/die schnellste Akkumulation, siehe Marx im Band III des „Kapital“:
„Die Konkurrenz kann nur auf die Profitrate wirken, soweit sie auf die Preise der Waren wirkt. Die Konkurrenz kann nur bewirken, dass Produzenten innerhalb derselben Produktionssphäre ihre Waren zu gleichen <Höchst-> Preisen verkaufen …“
Die Konkurrenz regelt tatsächlich nur den gemeinsamen Höchstpreis für alle Anbieter einer bestimmten Ware, lässt aber Abweichungen nach unten nicht nur zu, sondern erzwingt sie geradezu, um gegenüber der Konkurrenz höheren Profit und schnellere Akkumulation zu erzielen und ihr Marktanteile abzunehmen, siehe Henryk Grossmann:
„Wo infolge der Überproduktion kein genügender Lebensraum (Absatz) für alle Unternehmer vorhanden ist, dort entsteht für den einzelnen der Zwang, sich auf Kosten der anderen vor dem Untergang zu retten. Weit <davon> entfernt, bei sinkenden Preisen und Gewinnen die Produktion einzuschränken, versucht jeder Unternehmer, der über die notwendigen Mittel verfügt, durch Einführung einer besseren, billigeren“ [= billiger produzierenden] „Technik und durch Erhöhung der Entwicklungsstufe der Produktion billiger als seine Konkurrenten und doch mit Gewinn zu produzieren.“ (Siehe auch unten unter „Der Verkaufspreis“).
- Der Konkurrenz innerhalb eines Produktionsbereiches um den höchsten Profit und die schnellste Akkumulation entspricht dabei die „Konzentration des Kapitals“.

1b) die Konkurrenz innerhalb eines Produktionsbereiches um den Absatz, das heißt um Marktanteile, siehe Marx im Band I des „Kapital“:
„Die Zeiten der Prosperität“ [= „Aufschwung“] „abgerechnet, rast zwischen den Kapitalisten <der> heftigste Kampf um ihren jeweiligen“ (bei Marx: „individuellen“) „Raumanteil am Markt“ [= Marktanteil].
Vergleiche schon den französischen Sozialisten Jules Guesde:
„Es gibt andere Kriege …, die jeden Tag entstehen, Kriege um die Absatzmärkte. … Das ist der eigentliche kapitalistische Krieg, der Krieg um den Profit, geführt von den Kapitalisten aller Länder, …“
- Der Konkurrenz innerhalb eines Produktionsbereiches um Marktanteile entspricht die „Zentralisation des Kapitals“.

2.) die Konkurrenz zwischen den Produktionsbereichen um den profitabelsten Anlagebereich für das Kapital.
- Die Konkurrenz zwischen den Produktionsbereichen führt aber zu einem Wechsel des Anlagebereiches des Kapitals hin zu dem Bereich mit größerer Durchschnittsprofitrate. Dadurch verringert sich aber die Konkurrenz in dem Bereich, aus dem das Kapital abfließt, und die Profitrate steigt dort wieder. In dem gewählten Anlagebereich des Kapitals kommt es aber dadurch auch zur Konzentration von Kapital. Dies führt innerhalb dieses Bereiches ebenfalls wiederum zum Kampf um Marktanteile und damit zur Zentralisation. Die Folge der Zentralisation ist dann zunächst wieder eine Konzentration, die wiederum zur Zentralisation führt. Dabei sinkt aber die Profitrate in diesem Bereich und es kommt zu einem erneuten Wechsel des Anlagebereiches usw. usf.

Aus der Konkurrenz folgt laut Marx ein Akkumulations- und Wachstumszwang für die einzelnen Unternehmen:

„Außerdem macht die Entwicklung der kapitalistischen Produktion eine fortwährende Steigerung des in einem industriellen Unternehmen angelegten Kapitals zur Notwendigkeit, und die Konkurrenz herrscht jedem individuellen Kapitalisten die immanenten Gesetze der kapitalistischen Produktionsweise als äußere Zwangsgesetze auf. Sie zwingt ihn, sein Kapital fortwährend auszudehnen, um es zu erhalten und ausdehnen kann er es nur vermittelst progressiver Akkumulation.“

## Einzelne Aspekte

### Preisarten
Wird der Tauschwert einer Ware in Geld ausgedrückt (Ware X tauscht sich in soundsoviel Geldeinheiten), so stellt er den Preis dar. Der Preis bestimmt also, für welche Menge Geld eine bestimmte Ware gekauft werden kann. Im Verkauf trennt sich der Tauschwert der produzierten Ware in der Hand des Verkäufers dann von deren Gebrauchswert. Der letztere geht zum Verbrauch in den Umlauf, das heißt in die Hand des Käufers über, während der Tauschwert zum Ausgangspunkt beim Verkäufer zurück zirkuliert und ein neuer Kapitalumschlag beginnt. Der Unterschied zwischen Zirkulation und Umlauf besteht also darin, dass nur die Tauschwerte zirkulieren und Materie immer in den Umlauf geht, siehe Marx in „Grundrisse der Kritik der politischen Ökonomie“:
„<Es ist> noch zu bemerken, dass <es> Tauschwerte und darum Preise sind, was das Geld zirkuliert.“
Gleichzeitig wandelt das Geld mehrfach seine Funktion:
- In der Hand des Käufers ist es zunächst als „Wertausdruck“ „Umlaufmittel“ und wandelt seine Funktion dann im Kauf als „Maßstab der Preise“ zum „Zahlungsmittel“ (siehe oben unter „Geld und Warenzirkulation“).
- In der Hand des Verkäufers ist es zunächst als „Maßstab der Preise“ mögliches „Kaufmittel“ und wandelt dann im Verkauf seine Funktion zum „Wertausdruck“ als (Wert-)„Zirkulationsmittel“ (siehe oben am angegebenen Ort).
- Beim Händewechsel des Geldes beim Kauf bzw. Verkauf wandelt das Geld also seine Funktion vom „Maßstab der Preise“ und „Zahlungsmittel“ in der Hand des Käufers zum „Wertausdruck“ und (Wert-)„Zirkulationsmittel“ in der Hand des Verkäufers.

Siehe Marx im Band III des „Kapital“:
„Allerdings wird bei der Betrachtung des Geldes als <(Wert-)> Zirkulationsmittel unterstellt, dass nicht nur eine Metamorphose“ [= Verwandlung] „einer Ware vorgeht. Es wird vielmehr die gesellschaftliche Verschlingung dieser Metamorphosen betrachtet. Nur so kommen wir zum Umlauf des Geldes und zur Entwicklung seiner Funktion als <(Wert-)> Zirkulationsmittel. Aber so wichtig dieser Zusammenhang für den Übergang des Geldes <aus der Funktion des Umlaufmittels und Zahlungsmittels> in die Funktion des <(Wert-)> Zirkulationsmittels und für seine daraus folgende veränderte Gestalt <ist>, so gleichgültig ist er für das Geschäft“ (bei Marx: „die Transaktion“) „zwischen den einzelnen Käufern und Verkäufern.“

#### Der Selbstkostenpreis
Nimmt man allein das anteilsmäßige angewandte Kapital dividiert durch die produzierten bzw. (beim Handelskapital) verkauften Waren, so erhält man den „Selbstkostenpreis“ (bei Marx „Kostpreis“). Er berechnet sich:
Dabei ist
{\displaystyle Sp} = Selbstkostenpreis
{\displaystyle C_{angew}} = angewandtes Kapital
{\displaystyle n_{W_{2}'}} = Menge bzw. Masse der in der betrachteten Zeit produzierten bzw. (beim Handelskapital = {\displaystyle {W_{2}''}}) verkauften Waren
Zur Zusammensetzung des angewandten Kapitals siehe oben unter „Angewandtes Kapital“.
Die Formel gilt auch für das Handelskapital, der Unterschied zum produzierenden Kapital besteht nur darin, dass die angewandten Kapitalteile eben vom Händler in seinem Geschäft angewandt werden und er die Ware weder stofflich verändert noch eine neue produziert, sondern
- nur bereits produzierte Waren {\displaystyle W_{2}'} kauft,
- sie damit als {\displaystyle W_{1}(Pm+Ak)} [= zur produktiven Konsumtion bestimmte Waren, Produktionsmittel und Arbeitskraft] seinem zirkulierenden konstanten und variablen Kapital einverleibt,
- ihnen durch die Anwendung der Arbeitskraft Neuwert hinzufügt
- und sie schließlich wieder als {\displaystyle W_{2}''} teurer verkauft.

#### Der Produktionspreis
Der Preis einer Ware ist nun (unter der Voraussetzung, dass er mit dem Tauschwert gleich ist, was keineswegs sein muss) aus dem anteilsmäßigen angewandten Kapital und Mehrwert zusammengesetzt. Diesen Preis nennt Marx im Anschluss an Ricardo den „Produktionspreis“
Der „Produktionspreis“ von Marx war
- bei Aristoteles und späteren bis ins Mittelalter „der gerechte Preis“,
- bei den Physiokraten: „der notwendige Preis“,
- bei Adam Smith: „der natürliche Preis“
- bei David Ricardo: „der Produktionspreis“, „die Produktionskosten“.

Dabei führt Marx aber nicht den Mehrwert, sondern den für diese Ware durchschnittlichen Profit an. Diese Festlegung erfolgt jedoch vor Beginn der Produktion, denn die Höhe des Durchschnittsprofits entscheidet darüber, in welchem Wirtschaftszweig – bei Marx: „Produktionsphären“ oder (im Band II des „Kapital“) „Abteilungen der Produktion“ – Kapital angelegt wird, nämlich in dem Bereich mit höherem Durchschnittsprofit. Siehe Engels’ zustimmende Angabe der Ausführungen von Dr. Conrad Schmidt im Vorwort zu „Das Kapital“ Band III:
„… dass es die Konkurrenz ist, die die Durchschnittsprofitrate herstellt, indem sie Kapital aus Produktionszweigen mit Unterprofit in andere, wo Überprofit gemacht wird, auswandern lässt“ (wörtlich: „auswandern macht“).
Daher regelt der Durchschnittsprofit die Höhe des Mehrwerts in dem vom Unternehmer für seine Kapitalanlage gewählten Produktionsbereich. Das Marx teilweise vorgeworfene „Problem“ der Mehrwertberechnung ist also sehr leicht (und sogar auf verschiedene Weisen) zu lösen.
Trotz der Zurückführung auf die Durchschnittsprofitrate ist der Produktionspreis selbst bei den einzelnen Unternehmen derselben Branche jeweils unterschiedlich. Dies entsteht:
- einerseits durch die Konkurrenz, die die Unternehmen zwingt, sich technische Vorteile zu verschaffen, um im Konkurrenzkampf zu überleben,
- andererseits durch die unterschiedlichen Voraussetzungen der Unternehmen (z. B. durch unterschiedlich lange Transportwege, unterschiedliche Zinsbelastungen infolge unterschiedlicher Kreditabhängigkeiten usw. usf.).

Daher ist der eigene Produktionspreis der Ware eines Kapitals nur für dieses selbst von Interesse, ansonsten ist der gesellschaftliche Durchschnittsproduktionspreis einer bestimmten Ware wichtig, denn sein Unterschreiten sichert Extraprofit (siehe oben unter „Profit und Profitarten“), während sein Überschreiten ein Unterliegen in der Konkurrenz signalisiert. Dieser Durchschnittsproduktionspreis ist die Entsprechung des Tauschwertes als eines gesellschaftlichen Verhältnisses, da dieser durch die in der Ware enthaltene gesellschaftlich durchschnittlich notwendige Arbeitszeit gebildet wird.
Der Produktionspreis berechnet sich allgemein (ohne nähere Bestimmung des Geltungsbereiches):
Dabei ist:
{\displaystyle Pp} = der Produktionspreis allgemein
{\displaystyle C_{angew}} = angewandtes Kapital (siehe oben unter „Angewandtes Kapital“)
{\displaystyle M} = Mehrwert
{\displaystyle n_{W_{2}'}} = Menge bzw. Masse der in dem betrachteten Zeitraum produzierten bzw. (beim Handelskapital = {\displaystyle {W_{2}''}}) verkauften Waren

#### Der Marktpreis
Der „Marktpreis“ (auch „Durchschnittspreis“ genannt) zeigt an, zu welchem Preis eine bestimmte Ware durchschnittlich gehandelt wird. Dies richtet sich zum einen nach dem durchschnittlichen Produktionspreis (siehe oben), zum anderen nach dem Verhältnis von Nachfrage und Angebot, also
Dabei ist:
{\displaystyle Mp} = Marktpreis
{\displaystyle Pp^{\cup }} = (gesellschaftlicher) Durchschnittsproduktionspreis einer Ware
Besteht ein wesentlich höheres Angebot als Nachfrage, so tobt um die Marktanteile dieser Ware ein Kampf, der sich für den Verbraucher als „Preiskampf“ darstellt. In diesem Fall kann der Preis zeitweilig selbst unter den Selbstkostenpreis (siehe oben) fallen. Dann spricht man von „Preisdumping“. Ist dagegen die Nachfrage höher als das Angebot, so steigt der Preis proportional. Es ist dieser Mechanismus, der gelegentlich zu einer bewussten Verknappung von Waren führt, um den Preis künstlich hochzutreiben. Dies ist auch die Ursache für die Berichte über von „Kulaken“ zurückgehaltenes Korn während der Hungersnot in der Sowjetunion unter Stalin, eine Erscheinung, die auch schon in der großen Französischen Revolution von 1789 beobachtet wurde.
Als Durchschnittspreis errechnet sich der Marktpreis durch
Dabei ist:
{\displaystyle Dp} = Durchschnittspreis
{\displaystyle Vp_{1}} = Verkaufspreis 1
{\displaystyle Vp_{2}} = Verkaufspreis 2
{\displaystyle \ldots } = die weiter in die Rechnung einbezogenen Verkaufspreise (siehe unten)
{\displaystyle n_{Vp}} = die Anzahl der in die Rechnung einbezogenen Verkaufspreise
Betrachtet man aber die einzelnen Bestandteile dieses Preises, so ergibt sich als Rechnung
Dabei ist:
{\displaystyle Dp} = Durchschnittspreis
{\displaystyle {C_{angew}}^{\cup }} = (gesellschaftlich) durchschnittlich angewandte Kapitalteile
{\displaystyle M^{\cup }} = (gesellschaftlich) durchschnittlicher Mehrwert
{\displaystyle {n_{W_{2}'}}^{\cup }} = Menge bzw. Masse der (gesellschaftlich) durchschnittlich produzierten bzw. (beim Handelskapital = {\displaystyle {n_{W_{2}''}}^{\cup }}) verkauften Waren
(Siehe auch unter „Der Extraprofit“).

#### Der Verkaufspreis
Schließlich gibt es noch den „Verkaufspreis“. Er kann über dem Produktionspreis (siehe oben) und unter dem Marktpreis liegen (siehe oben), – das nennt man „Preisspanne“ –, oder sogar über dem Produktionspreis und über dem Marktpreis. In beiden Fällen hat der Unternehmer einen „Extraprofit“ erzielt (siehe oben), indem er
- im ersten Fall über seinem eigenen „Produktionspreis“ (siehe oben), aber unter dem gesellschaftlichen Durchschnittsproduktionspreis verkauft, wodurch die Waren billiger verkauft werden können und das Unternehmen dennoch mehr Gewinn macht, zusätzlich aber der Konkurrenz auch Marktanteile abnimmt. Dieser Extraprofit geht dann (zumindest teilweise) zu Lasten der Konkurrenz (soweit ihr nämlich Marktanteile abgerungen werden).
- Der zweite Fall kann nur auf der Grundlage des ideellen Wertes eintreten, indem durch Meinungsforschung ermittelt wird, was eine Ware mit bestimmten Eigenschaften (die durch das Patentrecht geschützt sind) der damit angesprochenen Käufergruppe wert ist. Dann kann diese Ware über dem Marktpreis vergleichbarer Waren verkauft werden.

Der „Verkaufspreis“ berechnet sich
Dabei ist:
{\displaystyle Vp} = Verkaufspreis
{\displaystyle C_{angew}} = angewandtes Kapital (siehe oben unter „Angewandtes Kapital“)
{\displaystyle M} = Mehrwert
{\displaystyle \lbrace {P_{extra}}\rbrace } = möglicher Extraprofit
{\displaystyle n_{W_{2}'}} = Menge bzw. Masse der produzierten bzw. (beim Handelskapital = {\displaystyle n_{W_{2}''}}) verkauften Waren

### Schematische Darstellung der Kapitalakkumulation
In ein Schema gebracht, stellen sich die verschiedenen Arten der Reproduktion des Kapitals folgendermaßen zusammenhängend dar:

#### I.) Erweiterte Reproduktion
[= erweitertes Kapital (Akkumulation von M/P und C)]
1. historisch als „ursprüngliche Akkumulation“ Beginn des Kapitalismus;
2. in der Gegenwart gesellschaftlich Gründung eines Unternehmens;
3. im laufenden Prozess Erweiterung eines Kapitals nach der Abschreibungszeit durch Reinvestition des Amortisationskapitals (siehe oben unter „Die erweiterte Reproduktion des Kapitals“) und/oder Investition des Akkumulationskapitals c (siehe am angegebenen Ort).

A) Akkumulation von
1. Amortisationskapital, sowie
2. Mehrwert/Profit.
B) Akkumulation von Kapital
1. Konkurrenz innerhalb eines Produktionsbereiches (Durchschnittsprofitrate des Produktionsbereiches).
a) Konkurrenz um den höchsten Profit/die schnellste Akkumulation, Akkumulationsform des Kapitals: „Konzentration“ (siehe oben unter „Die Konzentration des Kapitals“).
b) Konkurrenz um Marktanteile, Akkumulationsform des Kapitals: „Zentralisation“ (siehe oben unter „Die Zentralisation des Kapitals“).
2. Konkurrenz um den profitabelsten Anlagebereich (Durchschnittsprofitraten der verschiedenen Produktionsbereiche).
a) Konkurrenz um den höchsten Profit bzw. die schnellste Akkumulation, Akkumulationsform des Kapitals: „Konzentration“ (siehe unter „Die Konzentration des Kapitals“).
b) Konkurrenz um Marktanteile (innerhalb jedes Produktionsbereiches) bzw. eine marktbeherrschende Stellung (Monopol), Akkumulationsform des Kapitals: „Zentralisation“ (siehe unter „Die Zentralisation des Kapitals“).

#### II.) Einfache Reproduktion
[= einfaches Kapital (gegebene Kapitalgröße)]
1. historisch die vorkapitalistische feudalistische Produktionsweise in der Landwirtschaft;
2. in der Gegenwart gesellschaftlich die Reproduktion eines Kapitals auf gegebener technischer Grundlage;
3. im laufenden Prozess Reproduktion eines Kapitals;
  - während eines Kapitalumschlages (Rohmaterial, Hilfsstoffe, Löhne);
  - während der Abschreibungszeit (Land, Bauten, Maschinen).

A) Akkumulation von „Amortisationskapital“ (siehe unter „Amortisiertes Kapital“).
B) Reproduktion des abgeschriebenen Kapitals (siehe unter „Die einfache Reproduktion des Kapitals“) durch Reinvestition des Amortisationskapitals aus dem Amortisationsfonds (siehe unter „Amortisiertes Kapital“).
Siehe auch: Arbeitswerttheorie, Wertgesetz

## Krisentheorie
Der Revisionismus von Eduard Bernstein beinhaltet die These, dass der moderne Kapitalismus die Wirtschaftskrisen abgeschafft hätte. Demgegenüber vertritt Rosa Luxemburg die Auffassung, die Karl Marx insbesondere in Das Kapital, Band I und III entwickelt hat, dass das krisenhafte Wachstum für diese Gesellschaftsformation wesentlich, d. h. gesetzmäßig sei. Krisen stellen demnach keine Anomalie dar bzw. sind Störungen eines an sich normalen Wirtschaftsprozesses, sondern sind dessen wesentliches Moment. Das zeige sich darin, dass die Kapitalakkumulation – nach einer Expansion der Produktionskapazität über die zahlungsfähige Nachfrage hinaus und infolgedessen dem Fallen der Profitrate und der vorübergehenden Entwertung des Produktikapitals und seiner teilweisen Stilllegung – hernach erst unter verbesserten Kapitalverwertungsvoraussetzungen wieder aufgenommen wird.
Die Krisen seien schon durch den Tatbestand möglich, dass in der Marktwirtschaft nicht für einen fest bestimmten Bedarf, sondern für die potentielle Nachfrage produziert werde, wobei – nach Marx – kein Automatismus dafür sorge, dass jedes produzierte Gut einen Käufer findet und sich dadurch wieder zurück in Geld verwandelt. So setzte sich Marx, als er den theoretischen Ansatz von David Ricardo aufarbeitete, auch mit dem Sayschen Theorem auseinander und bemängelte, dass Say seine Modellvoraussetzungen gerade so gewählt habe, dass Krisen logisch unmöglich werden.
Auch der Kredit ist hiergegen kein Aushilfsmittel, wie Bernstein gemeint hat.

„Wenn die Krisen, wie bekannt, aus dem Widerspruch (…) entstehen, so ist der Kredit (…) so recht das spezielle Mittel, diesen Widerspruch so oft wie möglich zum Ausbruch zu bringen.(…) Vor allem steigert er die Ausdehnungsfähigkeit der Produktion ins ungeheure und bildet die innere Triebkraft, sie beständig über die Schranken des Marktes hinauszutreiben. (…) Hat er einmal als Faktor des Produktionsprozesses die Überproduktion mit heraufbeschworen, so schlägt er während der Krise in seiner Eigenschaft als Vermittler des Warentausches die von ihm selbst wachgerufenen Produktivkräfte um so gründlicher zu Boden. Bei den ersten Anzeichen der Stockung schrumpft der Kredit zusammen, läßt den Austausch im Stich da, wo er notwendig wäre, erweist sich als wirkungs- und zwecklos da, wo er sich noch bietet, und verringert so während der Krise die Konsumtionsfähigkeit auf das Mindestmaß.“

Die Bildung von Kartellen und Trusts sei ebenfalls kein Aushilfsmittel, weil sie ihre Profitmarge nur auf Kosten der übrigen Marktteilnehmer aufrechterhalten können. Hierbei werde lediglich auf eine andere Weise ein Teil des Produktivkapitals stillgelegt. Im Aktienkapital trenne sich das Eigentum von persönlichen Beziehungen zur Produktion; damit gelange das kapitalistische Eigentumsrecht erst zu seiner vollen Ausbildung.
Marx hat nie behauptet, dass in diesem Prozess die Mittelbetriebe verschwinden würden; Unternehmen dieser Größenordnung entstehen „nach dem periodischen Abmähen der Kleinkapitale“ immer neu.

„Daraus folgt für das individuelle Kleinkapital eine immer kürzere Lebensfrist und ein immer rascherer Wechsel der Produktionsmethoden wie der Anlagearten, und für die Klasse im ganzen ein immer rascherer sozialer Stoffwechsel.“

Zölle sorgten in Aufbauphasen des Kapitalismus für den Schutz der entstehenden Industrien, wurden zum Kampfmittel einer nationalen Kapitalgruppe gegen die andere. Der Krieg sei dabei ein unentbehrlicher Faktor der kapitalistischen Entwicklung gewesen, indem er Märkte erschlossen habe. Dadurch werde der Militarismus in zunehmendem Maße zum Instrument des internationalen Verteilungskampfes. Es trete so ein Zwiespalt im Wesen des Staates zwischen dem Allgemeininteresse der Gesellschaft an ihrer wirtschaftlichen und sozialen Entwicklung und den Interessen der herrschenden Klasse auf, wobei demokratische Formen im Zweifelsfalle abgeschafft würden.
Das dynamische Gleichgewicht nach den Marxschen Reproduktionsschemata hängt davon ab, ob die Kapitalisten bereit sind, Investitionen vorzunehmen, die ihr Kapital mit einer konstanten Rate r wachsen lassen. Es gibt keinen Grund anzunehmen, dass die Investitionen, wenn sie den ursprünglichen instabilen Pfad verlassen haben, dahin zurückfinden sollten. Nach Auffassung von Michał Kalecki wird hierfür eine Investitionstheorie benötigt. Auch Marx selber war sich des Einflusses der effektiven Nachfrage auf die Wachstumsdynamik des Kapitalismus bewusst:

„Die Bedingungen der unmittelbaren Exploitation und die ihrer Realisation sind nicht identisch. Sie fallen nicht nur nach Zeit und Ort, sondern auch begrifflich auseinander. Die einen sind nur beschränkt durch die Produktivkraft der Gesellschaft, die andren durch die Proportionalität der verschiednen Produktionszweige und durch die Konsumtionskraft der Gesellschaft. Diese letztre ist aber bestimmt weder durch die absolute Produktionskraft noch durch die absolute Konsumtionskraft; sondern durch die Konsumtionskraft auf Basis antagonistischer Distributionsverhältnisse, welche die Konsumtion der großen Masse der Gesellschaft auf ein nur innerhalb mehr oder minder enger Grenzen veränderliches Minimum reduziert. Sie ist ferner beschränkt durch den Akkumulationstrieb, den Trieb nach Vergrößerung des Kapitals und nach Produktion von Mehrwert auf erweiterter Stufenleiter. Dies ist Gesetz für die kapitalistische Produktion, gegeben durch die beständigen Revolutionen in den Produktionsmethoden selbst, die damit beständig verknüpfte Entwertung von vorhandnem Kapital, den allgemeinen Konkurrenzkampf und die Notwendigkeit, die Produktion zu verbessern und ihre Stufenleiter auszudehnen, bloß als Erhaltungsmittel und bei Strafe des Untergangs. Der Markt muß daher beständig ausgedehnt werden, so daß seine Zusammenhänge und die sie regelnden Bedingungen immer mehr die Gestalt eines von den Produzenten unabhängigen Naturgesetzes annehmen, immer unkontrollierbarer werden.“

Rosa Luxemburg hat zu Recht auf die Bedeutung der externen Märkte für das Wachstum hingewiesen; allerdings beging sie den Fehler, der Kapitalistenklasse insgesamt die Entscheidung über Investitionen zuzuschreiben. Tugan-Baranowski hingegen übersah bei seiner Analyse der proportionalen Übereinstimmung zwischen Konsum und Investitionen, dass die bloße Möglichkeit, dass die Kapitalisten die Investitionen jeweils in der Höhe den Wachstumserfordernissen anpassen könnten, noch lange keine Erklärung dafür liefert, dass sie es tatsächlich auch tun werden.
Allgemein wird das Vorhandensein eines stabilen Gleichgewichts in den einschlägigen Konjunkturtheorien behauptet oder jedenfalls als grundsätzlich möglich betrachtet. Umstritten ist dabei, inwieweit zur Erreichung eines Gleichgewichtspfads Staatsinterventionen, etwa gemäß keynesianischer Lehre, erforderlich sind.

### Klassische Darstellungen
- Karl Marx: Das Kapital. Band I – III (MEW 23–25), Dietz Verlag, Berlin 1975.
- Karl Marx: Theorien über den Mehrwert. Band I–III (MEW 26.1–26.3), Dietz Verlag Berlin 1965.

### Weiterführung und Vertiefung
- Hans-Georg Backhaus: Dialektik der Wertform. Untersuchungen zur Marxschen Ökonomiekritik, Freiburg i. Br. 1997.
- Henryk Grossmann: Das Akkumulations- und Zusammenbruchsgesetz des kapitalistischen Systems. Verlag Neue Kritik, Frankfurt 1967.
- Henryk Grossmann: Aufsätze zur Krisentheorie. Verlag Neue Kritik, Frankfurt 1971.
- Henryk Grossmann: Marx, die klassische Nationalökonomie und das Problem der Dynamik. Europäische Verlagsanstalt Frankfurt, Europa Verlag, Wien 1969.
- Michael Heinrich: Kritik der politischen Ökonomie : eine Einführung. Schmetterling Verlag, Stuttgart, 2004.
- Rosa Luxemburg: Die Akkumulation des Kapitals. (Gesammelte Werke V) Dietz Verlag, Berlin 1975, online.
- Rosa Luxemburg: Die Akkumulation des Kapitals oder was die Epigonen aus der Marxschen Theorie gemacht haben. Eine Antikritik. (Gesammelte Werke V) Dietz Verlag, Berlin 1975.
- Ernest Mandel: Der Spätkapitalismus. Versuch einer marxistischen Erklärung, Suhrkamp, Frankfurt am Main 1967
- Ernest Mandel: Marxistische Wirtschaftstheorie. Suhrkamp, Frankfurt am Main 1967.
- Klaus Müller: Steile Pfade, lichte Höhen : Marxistische Wirtschaftstheorie im 21. Jahrhundert. Mangroven Verlag, Kassel 2024, ISBN 978-3-946946-40-3.
- Helmut Reichelt: Zur logischen Struktur des Kapitalbegriffs bei Karl Marx. Freiburg i. Br. 2001. Ursprünglich erschienen 1970 in Frankfurt am Main und Wien mit einem Vorwort von Iring Fetscher, zugl. Diss. Johann-Wolfgang-Goethe-Universität Frankfurt am Main.
- Roman Rosdolsky: Zur Entstehungsgeschichte des Marxschen ‚Kapital‘. Der Rohentwurf des Kapital 1857–1858. Europäische Verlagsanstalt (EVA)/Europa Verlag, Frankfurt am Main/Wien 1968 (Posthum veröffentlicht. Band 1, ISBN 3-434-45003-3; Band 2, ISBN 3-434-45004-1; Band 3, ISBN 3-434-45041-6.).
- Thomas T. Sekine: The Dialectic of Capital. A Study of the Inner Logic of Capitalism. 2 Bände, Tokio 1986.
- Dieter Wolf: Auswahl aus: Der dialektische Widerspruch im Kapital. (PDF; 478 kB) Der dialektische Widerspruch im Kapital. Ein Beitrag zur Marxschen Werttheorie. Hamburg 2002, ISBN 3-87975-889-1.
- Ansgar Knolle-Grothusen, Stephan Krüger, Dieter Wolf: Geldware, Geld und Währung. Grundlagen zur Lösung des Problems der Geldware. Hamburg 2009, ISBN 978-3-88619-345-5.

### Sonstiges
- Politische Ökonomie Kapitalismus Sozialismus. Dietz Verlag Berlin 1977.
- Karl Marx und Friedrich Engels: Briefwechsel. Band II + IV, Dietz Verlag, Berlin 1950.
- Fred Moseley (Hrsg.): Marx’s Method in Capital – A Reexamination. Humanities Press, New Jersey 1993.